# Mistrovství světa v ledním hokeji 2025
Mistrovství světa v ledním hokeji 2025 bylo 88. mistrovství světa v ledním hokeji pořádané Mezinárodní federací ledního hokeje. Toto MS se podle dohody IIHF na Maltě mělo konat ve Švédsku. Dne 24. května 2019 v Bratislavě bylo oficiálně oznámeno pořadatelství Švédska a Dánska. Závěrečná část turnaje se hrála ve Švédsku. Pořadatelská města byla Stockholm (Švédsko) a Herning (Dánsko).
Stejně jako na předchozím Mistrovství světa v Česku platil i na tomto mistrovství zákaz startu pro reprezentace Ruska a Běloruska.

## Stadiony
| Stockholm                     | · Stockholm Herning · | Herning                           |
| Avicii Arena Kapacita: 12 530 | · Stockholm Herning · | Jyske Bank Boxen Kapacita: 10 500 |
|                               | · Stockholm Herning · |                                   |

## Kvalifikované týmy
- Švédsko (automaticky jako hostitel)
- Dánsko (automaticky jako hostitel)
- Švýcarsko
- Kanada
- Česko
- Finsko
- Německo
- Lotyšsko
- Slovensko
- USA
- Rakousko
- Francie
- Kazachstán
- Norsko

Týmy postupující z divize I A:
- Maďarsko
- Slovinsko

## Marketing
Slogan soutěže zní pulse.

## Rozhodčí
16 hlavních rozhodčích a 16 čárových bylo oznámeno 6. května 2025.
| Hlavní | Čároví |
| --- | --- |
| - Christian Ofner - Michael Campbell - Mike Langin - Jan Hribik - Mads Frandsen - Riku Brander - Mikko Kaukokari - Kristian Vikman - André Schrader - Andris Ansons - Michael Tscherrig - Peter Stano - Tobias Björk - Christoffer Holm - Mikael Holm - Sean MacFarlane | - Tarrington Wyonzek - Daniel Hynek - Jiří Ondráček - Albert Ankerstjerne - Onni Hautamäki - Tommi Niittyla - Danny Beresford - Patrick Laguzov - Dāvis Zunde - Dominic Schlegel - Oto Durmis - Ludvig Lundgren - Anders Nyqvist - Nick Briganti - Jake Davis - Shane Gustafson |

## Základní skupiny
| Skupina A – Stockholm | Skupina B – Herning |
| --------------------- | ------------------- |
| Kanada                | Švýcarsko           |
| Finsko                | Česko               |
| Švédsko               | USA                 |
| Slovensko             | Německo             |
| Lotyšsko              | Dánsko              |
| Rakousko              | Norsko              |
| Francie               | Kazachstán          |
| Slovinsko             | Maďarsko            |

Rusko a Bělorusko se MS opět neúčastní kvůli invazi na Ukrajinu.

### Skupina A – Stockholm
|  | Týmy postupující do čtvrtfinále |
|  | Tým sestupující do Divize I     |

#### Tabulka
| Poř. | Tým       | Z | V | VP | PP | P | GV | GI | +/- | B  |
| ---- | --------- | - | - | -- | -- | - | -- | -- | --- | -- |
| 1.   | Kanada    | 7 | 6 | 0  | 1  | 0 | 34 | 7  | +27 | 19 |
| 2.   | Švédsko   | 7 | 6 | 0  | 0  | 1 | 28 | 8  | +20 | 18 |
| 3.   | Finsko    | 7 | 4 | 2  | 0  | 1 | 22 | 10 | +12 | 16 |
| 4.   | Rakousko  | 7 | 2 | 2  | 0  | 3 | 21 | 18 | +3  | 10 |
| 5.   | Lotyšsko  | 7 | 3 | 0  | 0  | 4 | 17 | 25 | −8  | 9  |
| 6.   | Slovensko | 7 | 2 | 0  | 1  | 4 | 9  | 24 | −15 | 7  |
| 7.   | Slovinsko | 7 | 1 | 0  | 1  | 5 | 9  | 29 | −20 | 4  |
| 8.   | Francie   | 7 | 0 | 0  | 1  | 6 | 8  | 27 | −19 | 1  |

#### Zápasy
| 9. května 2025 16:20 | Rakousko | 1 : 2 (1:2, 0:0, 0:0) | Finsko | Avicii Arena, Stockholm Návštěvnost: 6 822 |  |

| Report                              |                                     |             |                                                                       |                                                                                      |
| Atte Tolvanen                       | Atte Tolvanen                       | Brankáři    | Juuse Saros                                                           | Rozhodčí: Michael Campbell Michael Tscherrig Čároví: Shane Gustafson Ludvig Lundgren |
| Wolf (Unterweger, Schneider) 13:54' | Wolf (Unterweger, Schneider) 13:54' | 0:1 0:2 1:2 | 04:38' Puistola (Salo, Hämeenaho) 07:06' Pärssinen (Seppälä, Pesonen) | Rozhodčí: Michael Campbell Michael Tscherrig Čároví: Shane Gustafson Ludvig Lundgren |
| 8 min                               | 8 min                               | Tresty      | 8 min                                                                 | Rozhodčí: Michael Campbell Michael Tscherrig Čároví: Shane Gustafson Ludvig Lundgren |
| 16                                  | 16                                  | Střely      | 28                                                                    | Rozhodčí: Michael Campbell Michael Tscherrig Čároví: Shane Gustafson Ludvig Lundgren |

| 9. května 2025 20:20 | Švédsko | 5 : 0 (3:0, 1:0, 1:0) | Slovensko | Avicii Arena, Stockholm Návštěvnost: 12 530 |  |

| Report | |                     |              |                                                                      |
| Jacob Markström | Jacob Markström | Brankáři            | Patrik Rybár | Rozhodčí: Riku Brander Mads Frandsen Čároví: Jake Davis Daniel Hynek |
| Backlund (Heineman, Lindholm) 11:17' Carlsson (Pettersson, Johansson) 18:50' Brodin (Larsson, Lundeström) 19:54' Lindholm (Gustafsson, Backlund) 38:46' Zibanejad (Andersson, Pettersson) 57:33' | Backlund (Heineman, Lindholm) 11:17' Carlsson (Pettersson, Johansson) 18:50' Brodin (Larsson, Lundeström) 19:54' Lindholm (Gustafsson, Backlund) 38:46' Zibanejad (Andersson, Pettersson) 57:33' | 1:0 2:0 3:0 4:0 5:0 |              | Rozhodčí: Riku Brander Mads Frandsen Čároví: Jake Davis Daniel Hynek |
| 0 min | 0 min | Tresty              | 2 min        | Rozhodčí: Riku Brander Mads Frandsen Čároví: Jake Davis Daniel Hynek |
| 20 | 20 | Střely              | 15           | Rozhodčí: Riku Brander Mads Frandsen Čároví: Jake Davis Daniel Hynek |

| 10. května 2025 12:20 | Slovinsko | 0 : 4 (0:1, 0:3, 0:0) | Kanada | Avicii Arena, Stockholm Návštěvnost: 9 011 |  |

| Report      |             |                 | |                                                                                 |
| Lukáš Horák | Lukáš Horák | Brankáři        | Dylan Garand | Rozhodčí: Mikael Holm André Schrader Čároví: Albert Ankerstjerne Tommi Niittyla |
|             |             | 0:1 0:2 0:3 0:4 | 07:22' Horvat (MacKinnon, Konecny) 23:41' MacKinnon (Weegar) 33:38' Horvat (MacKinnon, Montour) 36:55' Dobson (Celebrini, O'Reilly) | Rozhodčí: Mikael Holm André Schrader Čároví: Albert Ankerstjerne Tommi Niittyla |
| 14 min      | 14 min      | Tresty          | 4 min | Rozhodčí: Mikael Holm André Schrader Čároví: Albert Ankerstjerne Tommi Niittyla |
| 11          | 11          | Střely          | 44 | Rozhodčí: Mikael Holm André Schrader Čároví: Albert Ankerstjerne Tommi Niittyla |

| 10. května 2025 16:20 | Švédsko | 4 : 2 (0:0, 1:1 3:1) | Rakousko | Avicii Arena, Stockholm Návštěvnost: 12 530 |  |

| Report | |                         |                                                              |                                                                           |
| Samuel Ersson | Samuel Ersson | Brankáři                | David Kickert                                                | Rozhodčí: Jan Hribik Sean MacFarlane Čároví: Dominic Schlegel Dāvis Zunde |
| Zibanejad (Gustafsson, Johansson) 33:26' Brodin (Raymond, Lindholm) 57:41' Zibanejad (Andersson) 57:53' Wennberg (Backlund, Lindholm) 58:39' | Zibanejad (Gustafsson, Johansson) 33:26' Brodin (Raymond, Lindholm) 57:41' Zibanejad (Andersson) 57:53' Wennberg (Backlund, Lindholm) 58:39' | 0:1 1:1 1:2 2:2 3:2 4:2 | 25:30' Baumgartner (Raffl, Rohrer) 52:26' Kasper (Schnetzer) | Rozhodčí: Jan Hribik Sean MacFarlane Čároví: Dominic Schlegel Dāvis Zunde |
| 2 min | 2 min | Tresty                  | 8 min                                                        | Rozhodčí: Jan Hribik Sean MacFarlane Čároví: Dominic Schlegel Dāvis Zunde |
| 25 | 25 | Střely                  | 16                                                           | Rozhodčí: Jan Hribik Sean MacFarlane Čároví: Dominic Schlegel Dāvis Zunde |

| 10. května 2025 20:20 | Francie | 1 : 4 (1:0, 0:1, 0:3) | Lotyšsko | Avicii Arena, Stockholm Návštěvnost: 7 564 |  |

| Report                       |                              |                     |                                                                                           |                                                                               |
| Quentin Papillon             | Quentin Papillon             | Brankáři            | Kristers Gudļevskis                                                                       | Rozhodčí: Riku Brander Michael Tscherrig Čároví: Daniel Hynek Ludvig Lundgren |
| Fabre (Crinon, Boscq) 15:02' | Fabre (Crinon, Boscq) 15:02' | 1:0 1:1 1:2 1:3 1:4 | 35:36' Dzierkals 42:02' Zīle (Komuls, Balcers) 58:36' Ločmelis 59:29' Ločmelis (Tralmaks) | Rozhodčí: Riku Brander Michael Tscherrig Čároví: Daniel Hynek Ludvig Lundgren |
| 19 min                       | 19 min                       | Tresty              | 20 min                                                                                    | Rozhodčí: Riku Brander Michael Tscherrig Čároví: Daniel Hynek Ludvig Lundgren |
| 8                            | 8                            | Střely              | 4                                                                                         | Rozhodčí: Riku Brander Michael Tscherrig Čároví: Daniel Hynek Ludvig Lundgren |

| 11. května 2025 12:20 | Slovensko | 3 : 1 (2:0, 1:0, 0:1) | Slovinsko | Avicii Arena, Stockholm Návštěvnost: 3 870 |  |

| Report                                                                                  |                                                                                         |                 |                                    |                                                                              |
| Samuel Hlavaj                                                                           | Samuel Hlavaj                                                                           | Brankáři        | Matija Pintarič                    | Rozhodčí: Sean MacFarlane André Schrader Čároví: Shane Gustafson Dāvis Zunde |
| Čederle (Sýkora) 08:20' Regenda (Kňažko, Grman) 09:26' Krištof (Lantoši, Mudrák) 31:12' | Čederle (Sýkora) 08:20' Regenda (Kňažko, Grman) 09:26' Krištof (Lantoši, Mudrák) 31:12' | 1:0 2:0 3:0 3:1 | 46:29' Ograjenšek (Sabolič, Macuh) | Rozhodčí: Sean MacFarlane André Schrader Čároví: Shane Gustafson Dāvis Zunde |
| 39 min                                                                                  | 39 min                                                                                  | Tresty          | 18 min                             | Rozhodčí: Sean MacFarlane André Schrader Čároví: Shane Gustafson Dāvis Zunde |
| 10                                                                                      | 10                                                                                      | Střely          | 10                                 | Rozhodčí: Sean MacFarlane André Schrader Čároví: Shane Gustafson Dāvis Zunde |

| 11. května 2025 16:20 | Lotyšsko | 1 : 7 (1:2, 0:3, 0:2) | Kanada | Avicii Arena, Stockholm Návštěvnost: 9 531 |  |

| Report                     |                            |                                 | |                                                                      |
| Gustavs Grigals            | Gustavs Grigals            | Brankáři                        | Marc-André Fleury | Rozhodčí: Mads Frandsen Jan Hribik Čároví: Jake Davis Tommi Niittylä |
| Tralmaks (Ločmelis) 07:05' | Tralmaks (Ločmelis) 07:05' | 1:0 1:1 1:2 1:3 1:4 1:5 1:6 1:7 | 09:30' Konecny (Sanheim) 10:31' Nathan MacKinnon (Crosby, Horvat) 27:11' Johnson (Montour, Crosby) 31:10' Johnson 39:36' Konecny 45:09' Celebrini (Konecny, Crosby) 55:18' Hayton (Danault) | Rozhodčí: Mads Frandsen Jan Hribik Čároví: Jake Davis Tommi Niittylä |
| 17 min                     | 17 min                     | Tresty                          | 37 min | Rozhodčí: Mads Frandsen Jan Hribik Čároví: Jake Davis Tommi Niittylä |
| 12                         | 12                         | Střely                          | 32 | Rozhodčí: Mads Frandsen Jan Hribik Čároví: Jake Davis Tommi Niittylä |

| 11. května 2025 20:20 | Finsko | 4 : 3 PP (0:0, 1:1, 2:2 – 1:0) | Francie | Avicii Arena, Stockholm Návštěvnost: 3 832 |  |

| Report | |                             | |                                                                                     |
| Emil Larmi | Emil Larmi | Brankáři                    | Antoine Keller                                                                                     | Rozhodčí: Michael Campbell Mikael Holm Čároví: Albert Ankerstjerne Dominik Schlegel |
| Teräväinen (Lehtonen, Saarijärvi) 37:33' Tolvanen (Lehtonen) 58:27' Tolvanen (Lehtonen, Teräväinen) 58:27' Parssinen (Tolvanen, Lammikko) 61:24' | Teräväinen (Lehtonen, Saarijärvi) 37:33' Tolvanen (Lehtonen) 58:27' Tolvanen (Lehtonen, Teräväinen) 58:27' Parssinen (Tolvanen, Lammikko) 61:24' | 0:1 1:1 1:2 1:3 2:3 3:3 4:3 | 28:01' K. Bozon (Spinozzi, T. Bozon) 50:57' T. Bozon (Perret, Bellemare) 57:18' Perret (Bellemare) | Rozhodčí: Michael Campbell Mikael Holm Čároví: Albert Ankerstjerne Dominik Schlegel |
| 6 min | 6 min | Tresty                      | 4 min                                                                                              | Rozhodčí: Michael Campbell Mikael Holm Čároví: Albert Ankerstjerne Dominik Schlegel |
| 51 | 51 | Střely                      | 19                                                                                                 | Rozhodčí: Michael Campbell Mikael Holm Čároví: Albert Ankerstjerne Dominik Schlegel |

| 12. května 2025 16:20 | Rakousko | 3 : 2 SN (2:0, 0:1, 0:1 – 0:0 – 1:0) | Slovensko | Avicii Arena, Stockholm Návštěvnost: 4 375 |  |

| Report | |                                                    |                                                                                        |                                                                                    |
| David Kickert | David Kickert | Brankáři                                           | Samuel Hlavaj                                                                          | Rozhodčí: Mads Frandsen Michael Tscherrig Čároví: Ludvig Lundgren Dominik Schlegel |
| Schneider (Wolf, Kasper) 07:33' Marco Kasper (Schneider, Unterweger) 11:22' Kasper Zwerger Baumgartner Haudum Schneider | Schneider (Wolf, Kasper) 07:33' Marco Kasper (Schneider, Unterweger) 11:22' Kasper Zwerger Baumgartner Haudum Schneider | 1:0 2:0 2:1 2:2 Samostatné nájezdy 0:0 0:1 1:1 2:1 | 26:15' Honzek 50:53' Sukeľ (Takáč, Čajkovič) Čajkovič Chromiak Dvorský Lantoši Krištof | Rozhodčí: Mads Frandsen Michael Tscherrig Čároví: Ludvig Lundgren Dominik Schlegel |
| 8 min | 8 min | Tresty                                             | 4 min                                                                                  | Rozhodčí: Mads Frandsen Michael Tscherrig Čároví: Ludvig Lundgren Dominik Schlegel |
| 22 | 22 | Střely                                             | 33                                                                                     | Rozhodčí: Mads Frandsen Michael Tscherrig Čároví: Ludvig Lundgren Dominik Schlegel |

| 12. května 2025 20:20 | Finsko | 1 : 2 (0:1, 0:1, 1:0) | Švédsko | Avicii Arena, Stockholm Návštěvnost: 12 530 |  |

| Report                               |                                      |             |                                                               |                                                                             |
| Juuse Saros                          | Juuse Saros                          | Brankáři    | Jacob Markström                                               | Rozhodčí: Sean MacFarland André Schrader Čároví: Jake Davis Shane Gustafson |
| Pesonen (Lehtonen, Björninen) 53:04' | Pesonen (Lehtonen, Björninen) 53:04' | 0:1 0:2 1:2 | 04:45' Carlsson (Gustafsson, Raymond) 27:23' Brodin (Raymond) | Rozhodčí: Sean MacFarland André Schrader Čároví: Jake Davis Shane Gustafson |
| 8 min                                | 8 min                                | Tresty      | 2 min                                                         | Rozhodčí: Sean MacFarland André Schrader Čároví: Jake Davis Shane Gustafson |
| 19                                   | 19                                   | Střely      | 41                                                            | Rozhodčí: Sean MacFarland André Schrader Čároví: Jake Davis Shane Gustafson |

| 13. května 2025 16:20 | Slovinsko | 2 : 5 (0:0, 2:4, 0:1) | Lotyšsko | Avicii Arena, Stockholm Návštěvnost: 3 423 |  |

| Report                                  |                                         |                             | |                                                                                   |
| Lukáš Horák                             | Lukáš Horák                             | Brankáři                    | Kristers Gudlevskis | Rozhodčí: Michael Campbell Mikael Holm Čároví: Albert Ankerstjerne Tommi Niittylä |
| Mahkovec (Simšič) 22:40' Gregorc 32:54' | Mahkovec (Simšič) 22:40' Gregorc 32:54' | 1:0 1:1 1:2 1:3 2:3 2:4 2:5 | 28:50' Rubīns (Egle, Andersons) 32:02' Ravinskis (Tralmaks, Jaks) 32:23' Dzierkals (Andersons) 33:45' Ločmelis (Mamčics, Tralmaks) 54:16' Tralmaks (Rubīns) | Rozhodčí: Michael Campbell Mikael Holm Čároví: Albert Ankerstjerne Tommi Niittylä |
| 0 min                                   | 0 min                                   | Tresty                      | 4 min | Rozhodčí: Michael Campbell Mikael Holm Čároví: Albert Ankerstjerne Tommi Niittylä |
| 18                                      | 18                                      | Střely                      | 24 | Rozhodčí: Michael Campbell Mikael Holm Čároví: Albert Ankerstjerne Tommi Niittylä |

| 13. května 2025 20:20 | Kanada | 5 : 0 (2:0, 1:0, 2:0) | Francie | Avicii Arena, Stockholm Návštěvnost: 4 124 |  |

| Report | |                     |              |                                                                        |
| Jordan Binnington | Jordan Binnington | Brankáři            | Julian Junca | Rozhodčí: Jan Hribik Mikko Kaukokari Čároví: Jiří Ondráček Davis Zunde |
| Horvat (Foerster) 06:32' Cuylle (Johnson, O'Reilly) 12:11' Crosby (Montour) 37:31' Horvat (Konecny, MacKinnon) 43:57' Montour (Hayton, Schenn) 51:05' | Horvat (Foerster) 06:32' Cuylle (Johnson, O'Reilly) 12:11' Crosby (Montour) 37:31' Horvat (Konecny, MacKinnon) 43:57' Montour (Hayton, Schenn) 51:05' | 1:0 2:0 3:0 4:0 5:0 |              | Rozhodčí: Jan Hribik Mikko Kaukokari Čároví: Jiří Ondráček Davis Zunde |
| 2 min | 2 min | Tresty              | 4 min        | Rozhodčí: Jan Hribik Mikko Kaukokari Čároví: Jiří Ondráček Davis Zunde |
| 36 | 36 | Střely              | 15           | Rozhodčí: Jan Hribik Mikko Kaukokari Čároví: Jiří Ondráček Davis Zunde |

| 14. května 2025 16:20 | Slovensko | 2 : 1 (0:0, 1:1, 1:0) | Francie | Avicii Arena, Stockholm Návštěvnost: 2 915 |  |

| Report                                                                |                                                                       |             |                               |                                                                             |
| Samuel Hlavaj                                                         | Samuel Hlavaj                                                         | Brankáři    | Antoine Keller                | Rozhodčí: Michael Campbell André Schrader Čároví: Jake Davis Tommi Niittylä |
| Chromiak (Honzek, Dvorský) 29:32' Rosandić (Čajkovič, Krištof) 49:13' | Chromiak (Honzek, Dvorský) 29:32' Rosandić (Čajkovič, Krištof) 49:13' | 1:0 1:1 2:1 | 34:34' Boudon (Dair, Treille) | Rozhodčí: Michael Campbell André Schrader Čároví: Jake Davis Tommi Niittylä |
| 4 min                                                                 | 4 min                                                                 | Tresty      | 8 min                         | Rozhodčí: Michael Campbell André Schrader Čároví: Jake Davis Tommi Niittylä |
| 35                                                                    | 35                                                                    | Střely      | 20                            | Rozhodčí: Michael Campbell André Schrader Čároví: Jake Davis Tommi Niittylä |

| 14. května 2025 20:20 | Lotyšsko | 0 : 6 (0:0, 0:2, 0:4) | Švédsko | Avicii Arena, Stockholm Návštěvnost: 12 530 |  |

| Report              |                     |                         | |                                                                                    |
| Kristers Gudļevskis | Kristers Gudļevskis | Brankáři                | Samuel Ersson | Rozhodčí: Mikko Kaukokari Michael Tscherrig Čároví: Jiří Ondráček Dominik Schlegel |
|                     |                     | 0:1 0:2 0:3 0:4 0:5 0:6 | 30:15' Andersson (Lindholm) 30:27' Bengtsson (Wennberg, Brodin) 40:36' Raymond (Carlsson, Lundeström) 48:32' Larsson (Frödén, Carlsson) 50:46' Zibanejad (Wennberg, Brodin) 58:49' Lindholm (Frödén, Raymond) | Rozhodčí: Mikko Kaukokari Michael Tscherrig Čároví: Jiří Ondráček Dominik Schlegel |
| 10 min              | 10 min              | Tresty                  | 4 min | Rozhodčí: Mikko Kaukokari Michael Tscherrig Čároví: Jiří Ondráček Dominik Schlegel |
| 20                  | 20                  | Střely                  | 27 | Rozhodčí: Mikko Kaukokari Michael Tscherrig Čároví: Jiří Ondráček Dominik Schlegel |

| 15. května 2025 16:20 | Finsko | 9 : 1 (3:0, 4:1, 2:0) | Slovinsko | Avicii Arena, Stockholm Návštěvnost: 3 875 |  |

| Report | |                                         |                                |                                                                        |
| Juuse Saros | Juuse Saros | Brankáři                                | Matija Pintarič Lukáš Horák    | Rozhodčí: Mads Frandsen Jan Hribik Čároví: Ludvig Lundgren Dāvis Zunde |
| Lehtonen (Erholtz, Pesonen) 02:43' Lehtonen (Teräväinen, Saarijärvi) 07:26' Saarijärvi (Hämeenaho, Puistola) 11:33' Tolvanen (Teräväinen, Lammikko) 26:52' Hämeenaho (Merelä, Pärssinen) 28:32' Tolvanen (Teräväinen, Saarijärvi) 35:42' Tolvanen (Teräväinen, Leppänen) 39:55' Matinpalo (Teräväinen) 42:28' Tolvanen (Teräväinen, Salo) 52:54' | Lehtonen (Erholtz, Pesonen) 02:43' Lehtonen (Teräväinen, Saarijärvi) 07:26' Saarijärvi (Hämeenaho, Puistola) 11:33' Tolvanen (Teräväinen, Lammikko) 26:52' Hämeenaho (Merelä, Pärssinen) 28:32' Tolvanen (Teräväinen, Saarijärvi) 35:42' Tolvanen (Teräväinen, Leppänen) 39:55' Matinpalo (Teräväinen) 42:28' Tolvanen (Teräväinen, Salo) 52:54' | 1:0 2:0 3:0 3:1 4:1 5:1 6:1 7:1 8:1 9:1 | 24:00' Mašič (Mahkovec, Drozg) | Rozhodčí: Mads Frandsen Jan Hribik Čároví: Ludvig Lundgren Dāvis Zunde |
| 2 min | 2 min | Tresty                                  | 4 min                          | Rozhodčí: Mads Frandsen Jan Hribik Čároví: Ludvig Lundgren Dāvis Zunde |
| 37 | 37 | Střely                                  | 17                             | Rozhodčí: Mads Frandsen Jan Hribik Čároví: Ludvig Lundgren Dāvis Zunde |

| 15. května 2025 20:20 | Kanada | 5 : 1 (0:1, 2:0, 3:0) | Rakousko | Avicii Arena, Stockholm Návštěvnost: 5 259 |  |

| Report | |                         |                                     |                                                                                   |
| Marc-André Fleury | Marc-André Fleury | Brankáři                | Florian Vorauer                     | Rozhodčí: Mikael Holm Sean MacFarlane Čároví: Albert Ankerstjerne Shane Gustafson |
| MacKinnon (Montour, Horvat) 21:59' MacKinnon (Montour, Danault) 33:10' Konecny (Cuylle, Dobson) 48:32' Cuylle (Konecny, Montour) 51:42' Crosby (Horvat, MacKinnon) 58:27' | MacKinnon (Montour, Horvat) 21:59' MacKinnon (Montour, Danault) 33:10' Konecny (Cuylle, Dobson) 48:32' Cuylle (Konecny, Montour) 51:42' Crosby (Horvat, MacKinnon) 58:27' | 0:1 1:1 2:1 3:1 4:1 5:1 | 11:20' Rohrer (Lebler, Baumgartner) | Rozhodčí: Mikael Holm Sean MacFarlane Čároví: Albert Ankerstjerne Shane Gustafson |
| 4 min | 4 min | Tresty                  | 4 min                               | Rozhodčí: Mikael Holm Sean MacFarlane Čároví: Albert Ankerstjerne Shane Gustafson |
| 52 | 52 | Střely                  | 16                                  | Rozhodčí: Mikael Holm Sean MacFarlane Čároví: Albert Ankerstjerne Shane Gustafson |

| 16. května 2025 16:20 | Rakousko | 5 : 2 (3:0, 0:0, 2:2) | Francie | Avicii Arena, Stockholm Návštěvnost: 4 873 |  |

| Report | |                             |                                                                     |                                                                                  |
| David Kickert | David Kickert | Brankáři                    | Antoine Keller Quentin Papillon (od 16. minuty)                     | Rozhodčí: Mikko Kaukokari André Schrader Čároví: Tommi Niittylä Dominik Schlegel |
| Kasper (Zwerger, Unterweger) 00:39' Rohrer (Haudum, Lebler) 07:58' Schnetzer 15:30' Kasper (Zwerger, Rohrer) 57:56' Schneider (Zwerger) 59:09' | Kasper (Zwerger, Unterweger) 00:39' Rohrer (Haudum, Lebler) 07:58' Schnetzer 15:30' Kasper (Zwerger, Rohrer) 57:56' Schneider (Zwerger) 59:09' | 1:0 2:0 3:0 3:1 4:1 4:2 5:2 | 50:09' Perret (Bellemare, Texier) 58:26' Bellemare (Texier, Perret) | Rozhodčí: Mikko Kaukokari André Schrader Čároví: Tommi Niittylä Dominik Schlegel |
| 14 min | 14 min | Tresty                      | 6 min                                                               | Rozhodčí: Mikko Kaukokari André Schrader Čároví: Tommi Niittylä Dominik Schlegel |
| 24 | 24 | Střely                      | 23                                                                  | Rozhodčí: Mikko Kaukokari André Schrader Čároví: Tommi Niittylä Dominik Schlegel |

| 16. května 2025 20:20 | Švédsko | 4 : 0 (0:0, 2:0, 2:0) | Slovinsko | Avicii Arena, Stockholm Návštěvnost: 12 530 |  |

| Report | |                 |             |                                                                                        |
| Jacob Markström | Jacob Markström | Brankáři        | Lukáš Horák | Rozhodčí: Sean McFarlane Michael Tscherrig Čároví: Albert Ankerstjerne Shane Gustafson |
| Lindholm (Backlund, Gustafsson) 25:04' Lindholm (Pettersson, Forsberg) 38:05' Lindholm (Brodin, Larsson) 51:13' Johansson (Gustafsson, Edvinsson) 56:08' | Lindholm (Backlund, Gustafsson) 25:04' Lindholm (Pettersson, Forsberg) 38:05' Lindholm (Brodin, Larsson) 51:13' Johansson (Gustafsson, Edvinsson) 56:08' | 1:0 2:0 3:0 4:0 |             | Rozhodčí: Sean McFarlane Michael Tscherrig Čároví: Albert Ankerstjerne Shane Gustafson |
| 2 min | 2 min | Tresty          | 6 min       | Rozhodčí: Sean McFarlane Michael Tscherrig Čároví: Albert Ankerstjerne Shane Gustafson |
| 60 | 60 | Střely          | 9           | Rozhodčí: Sean McFarlane Michael Tscherrig Čároví: Albert Ankerstjerne Shane Gustafson |

| 17. května 2025 12:20 | Finsko | 2 : 1 (0:0, 0:1, 1:1) | Lotyšsko | Avicii Arena, Stockholm Návštěvnost: 12 530 |  |

| Report                                                                        |                                                                               |             |                                   |                                                                         |
| Juuse Saros                                                                   | Juuse Saros                                                                   | Brankáři    | Kristers Gudļevskis               | Rozhodčí: Michael Campbell Mikael Holm Čároví: Jake Davis Jiří Ondráček |
| Parssinen (Hämeenaho, Leppänen) 27:37' Lehtonen (Teräväinen, Tolvanen) 50:55' | Parssinen (Hämeenaho, Leppänen) 27:37' Lehtonen (Teräväinen, Tolvanen) 50:55' | 1:0 2:0 2:1 | 55:09' Ābols (Balcers, Freibergs) | Rozhodčí: Michael Campbell Mikael Holm Čároví: Jake Davis Jiří Ondráček |
| 12 min                                                                        | 12 min                                                                        | Tresty      | 18 min                            | Rozhodčí: Michael Campbell Mikael Holm Čároví: Jake Davis Jiří Ondráček |
| 23                                                                            | 23                                                                            | Střely      | 35                                | Rozhodčí: Michael Campbell Mikael Holm Čároví: Jake Davis Jiří Ondráček |

| 17. května 2025 16:20 | Francie | 0 : 4 (0:2, 0:1, 0:1) | Švédsko | Avicii Arena, Stockholm Návštěvnost: 12 530 |  |

| Report         |                |                 | |                                                                       |
| Antoine Keller | Antoine Keller | Brankáři        | Samuel Ersson | Rozhodčí: Mads Frandsen Jan Hribik Čároví: Tommi Niittylä Davis Zunde |
|                |                | 0:1 0:2 0:3 0:4 | 13:27' Raymond (Carlsson, Lundeström) 14:25' Heineman (Bengtsson, Brodin) 24:39' Lindholm (Backlund, Raymond) 44:05' Lundeström (Forsberg, Gustafsson) | Rozhodčí: Mads Frandsen Jan Hribik Čároví: Tommi Niittylä Davis Zunde |
| 8 min          | 8 min          | Tresty          | 10 min | Rozhodčí: Mads Frandsen Jan Hribik Čároví: Tommi Niittylä Davis Zunde |
| 15             | 15             | Střely          | 36 | Rozhodčí: Mads Frandsen Jan Hribik Čároví: Tommi Niittylä Davis Zunde |

| 17. května 2025 20:20 | Kanada | 7 : 0 (2:0, 3:0, 2:0) | Slovensko | Avicii Arena, Stockholm Návštěvnost: 12 530 |  |

| Report | |                             |                                         |                                                                                   |
| Jordan Binnington | Jordan Binnington | Brankáři                    | Patrik Rybár Adam Húska (od 41. minuty) | Rozhodčí: Mikko Kaukokari Sean McFarlane Čároví: Ludvig Lundgren Dominik Schlegel |
| Montour (Konecny, Crosby) 14:44' Foerster (Evans, Celebrini) 15:48' Crosby (Celebrini, Montour) 23:25' Celebrini (Crosby, Matheson) 38:08' MacKinnon (Horvat, Matheson) 38:59' Crosby (Dobson, Konecny) 46:58' MacKinnon (Cuylle) 48:34' | Montour (Konecny, Crosby) 14:44' Foerster (Evans, Celebrini) 15:48' Crosby (Celebrini, Montour) 23:25' Celebrini (Crosby, Matheson) 38:08' MacKinnon (Horvat, Matheson) 38:59' Crosby (Dobson, Konecny) 46:58' MacKinnon (Cuylle) 48:34' | 1:0 2:0 3:0 4:0 5:0 6:0 7:0 |                                         | Rozhodčí: Mikko Kaukokari Sean McFarlane Čároví: Ludvig Lundgren Dominik Schlegel |
| 6 min | 6 min | Tresty                      | 10 min                                  | Rozhodčí: Mikko Kaukokari Sean McFarlane Čároví: Ludvig Lundgren Dominik Schlegel |
| 44 | 44 | Střely                      | 14                                      | Rozhodčí: Mikko Kaukokari Sean McFarlane Čároví: Ludvig Lundgren Dominik Schlegel |

| 18. května 2025 16:20 | Slovinsko | 2 : 3 SN (1:1, 0:0, 1:1 – 0:0 – 0:1) | Rakousko | Avicii Arena, Stockholm Návštěvnost: 3 457 |  |

| Report                                                                                       |                                                                                              |                                                |                                                                                      |                                                                           |
| Lukáš Horák                                                                                  | Lukáš Horák                                                                                  | Brankáři                                       | David Kickert                                                                        | Rozhodčí: André Schrader Michael Tscherrig Čároví: Jake Davis Davis Zunde |
| Gregorc (Mahkovec, Ograjenšek) 09:53' Sabolič (Ćosić, Török) 53:01' Drozg Sabolič Ograjenšek | Gregorc (Mahkovec, Ograjenšek) 09:53' Sabolič (Ćosić, Török) 53:01' Drozg Sabolič Ograjenšek | 1:0 1:1 1:2 2:2 Samostatné nájezdy 0:0 0:1 0:2 | 13:49' Zwerger (Schneider) 50:20' Lebler (Haudum, Zwerger) Kasper Haudum Baumgartner | Rozhodčí: André Schrader Michael Tscherrig Čároví: Jake Davis Davis Zunde |
| 10 min                                                                                       | 10 min                                                                                       | Tresty                                         | 10 min                                                                               | Rozhodčí: André Schrader Michael Tscherrig Čároví: Jake Davis Davis Zunde |
| 16                                                                                           | 16                                                                                           | Střely                                         | 33                                                                                   | Rozhodčí: André Schrader Michael Tscherrig Čároví: Jake Davis Davis Zunde |

| 18. května 2025 20:20 | Slovensko | 1 : 5 (1:1, 0:3, 0:1) | Lotyšsko | Avicii Arena, Stockholm Návštěvnost: 7 894 |  |

| Report                         |                                |                         | |                                                                                   |
| Samuel Hlavaj                  | Samuel Hlavaj                  | Brankáři                | Kristers Gudļevskis | Rozhodčí: Michael Campbell Mikko Kaukokari Čároví: Shane Gustafson Tommi Niittylä |
| Čederle (Takáč, Kňažko) 09:16' | Čederle (Takáč, Kňažko) 09:16' | 0:1 1:1 1:2 1:3 1:4 1:5 | 02:44' Egle (Andersons, Jaks) 21:31' Ločmelis (Tralmaks) 25:52' Ri. Bukarts 34:29' Andersons (Laviņš, Egle) 56:22' Ābols (Daugaviņš) | Rozhodčí: Michael Campbell Mikko Kaukokari Čároví: Shane Gustafson Tommi Niittylä |
| 6 min                          | 6 min                          | Tresty                  | 6 min | Rozhodčí: Michael Campbell Mikko Kaukokari Čároví: Shane Gustafson Tommi Niittylä |
| 27                             | 27                             | Střely                  | 31 | Rozhodčí: Michael Campbell Mikko Kaukokari Čároví: Shane Gustafson Tommi Niittylä |

| 19. května 2025 16:20 | Francie | 1 : 3 (0:2, 0:0, 1:1) | Slovinsko | Avicii Arena, Stockholm Návštěvnost: 3 273 |  |

| Report                   |                          |                 |                                                                             |                                                                                  |
| Quentin Papillon         | Quentin Papillon         | Brankáři        | Lukáš Horák                                                                 | Rozhodčí: Mads Frandsen André Schrader Čároví: Albert Ankerstjerne Jiří Ondráček |
| T. Bozon (Texier) 58:05' | T. Bozon (Texier) 58:05' | 0:1 0:2 1:2 1:3 | 09:22' Jezovšek (Mašič, Kapel) 16:21' Simšič (Kapel, Mahkovec) 59:45' Török | Rozhodčí: Mads Frandsen André Schrader Čároví: Albert Ankerstjerne Jiří Ondráček |
| 8 min                    | 8 min                    | Tresty          | 4 min                                                                       | Rozhodčí: Mads Frandsen André Schrader Čároví: Albert Ankerstjerne Jiří Ondráček |
| 29                       | 29                       | Střely          | 25                                                                          | Rozhodčí: Mads Frandsen André Schrader Čároví: Albert Ankerstjerne Jiří Ondráček |

| 19. května 2025 20:20 | Kanada | 1 : 2 SN (0:0, 1:0, 0:1 – 0:0 – 0:1) | Finsko | Avicii Arena, Stockholm Návštěvnost: 12 530 |  |

| Report                                                              |                                                                     |                                        |                                                                                       |                                                                      |
| Marc-André Fleury                                                   | Marc-André Fleury                                                   | Brankáři                               | Juuse Saros                                                                           | Rozhodčí: Mikael Holm Jan Hribik Čároví: Ludvig Lundgren Dāvis Zunde |
| O'Reilly (Dobson) 37:57' O'Reilly Johnson Crosby MacKinnon Fantilli | O'Reilly (Dobson) 37:57' O'Reilly Johnson Crosby MacKinnon Fantilli | 1:0 1:1 Samostatné nájezdy 0:1 1:1 1:2 | 47:01' Puistola (Matinpalo, Björninen) Puistola Teräväinen Tolvanen Pyyhtiä Hämeenaho | Rozhodčí: Mikael Holm Jan Hribik Čároví: Ludvig Lundgren Dāvis Zunde |
| 8 min                                                               | 8 min                                                               | Tresty                                 | 4 min                                                                                 | Rozhodčí: Mikael Holm Jan Hribik Čároví: Ludvig Lundgren Dāvis Zunde |
| 38                                                                  | 38                                                                  | Střely                                 | 22                                                                                    | Rozhodčí: Mikael Holm Jan Hribik Čároví: Ludvig Lundgren Dāvis Zunde |

| 20. května 2025 12:20 | Lotyšsko | 1 : 6 (0:1, 1:2, 0:3) | Rakousko | Avicii Arena, Stockholm Návštěvnost: 4 973 |  |

| Report                                |                                       |                             | |                                                                             |
| Kristers Gudļevskis                   | Kristers Gudļevskis                   | Brankáři                    | David Kickert | Rozhodčí: Jan Hribik Sean MacFarlane Čároví: Ludvig Lundgren Tommi Niittylä |
| Tralmaks (Ločmelis, Ravinskis) 28:03' | Tralmaks (Ločmelis, Ravinskis) 28:03' | 0:1 0:2 0:3 1:3 1:4 1:5 1:6 | 17:08' Zwerger (Thaler) 23:57' Baumgartner (Kasper, Heinrich) 25:38' Rohrer 44:28' Raffl (Schneider) 52:29' Zwerger (Schneider, Kasper) 57:18' Rohrer | Rozhodčí: Jan Hribik Sean MacFarlane Čároví: Ludvig Lundgren Tommi Niittylä |
| 6 min                                 | 6 min                                 | Tresty                      | 8 min | Rozhodčí: Jan Hribik Sean MacFarlane Čároví: Ludvig Lundgren Tommi Niittylä |
| 29                                    | 29                                    | Střely                      | 24 | Rozhodčí: Jan Hribik Sean MacFarlane Čároví: Ludvig Lundgren Tommi Niittylä |

| 20. května 2025 16:20 | Slovensko | 1 : 2 (0:1, 0:1, 1:0) | Finsko | Avicii Arena, Stockholm Návštěvnost: 10 467 |  |

| Report                          |                                 |             |                                                                            |                                                                                  |
| Samuel Hlavaj                   | Samuel Hlavaj                   | Brankáři    | Emil Larmi                                                                 | Rozhodčí: Michael Campbell Mikael Holm Čároví: Albert Ankerstjerne Jiří Ondráček |
| 54:42' Lantoši (Regenda, Sukeľ) | 54:42' Lantoši (Regenda, Sukeľ) | 0:1 0:2 1:2 | 05:18' Puistola (Saarijärvi, Pärssinen) 38:17' Merelä (Järvinen, Rissanen) | Rozhodčí: Michael Campbell Mikael Holm Čároví: Albert Ankerstjerne Jiří Ondráček |
| 8 min                           | 8 min                           | Tresty      | 6 min                                                                      | Rozhodčí: Michael Campbell Mikael Holm Čároví: Albert Ankerstjerne Jiří Ondráček |
| 30                              | 30                              | Střely      | 24                                                                         | Rozhodčí: Michael Campbell Mikael Holm Čároví: Albert Ankerstjerne Jiří Ondráček |

| 20. května 2025 20:20 | Švédsko | 3 : 5 (1:3, 1:1, 1:1) | Kanada | Avicii Arena, Stockholm Návštěvnost: 12 530 |  |

| Report                                                                                      |                                                                                             |                                 | |                                                                                   |
| Jacob Markström                                                                             | Jacob Markström                                                                             | Brankáři                        | Jordan Binnington | Rozhodčí: Mikko Kaukokari André Schrader Čároví: Shane Gustafson Dominic Schlegel |
| Lindholm 03:47' Johansson (Forsberg, Raymond) 23:02' Andersson (Johansson, Carlsson) 56:52' | Lindholm 03:47' Johansson (Forsberg, Raymond) 23:02' Andersson (Johansson, Carlsson) 56:52' | 0:1 1:1 1:2 1:3 2:3 2:4 2:5 3:5 | 00:18' Sanheim (MacKinnon, Konecny) 07:15' Foerster (Spurgeon, Crosby) 13:01' O'Reilly (Konecny, MacKinnon) 30:50' Celebrini (Crosby, Spurgeon) 44:11' MacKinnon (Konecny, Evans) | Rozhodčí: Mikko Kaukokari André Schrader Čároví: Shane Gustafson Dominic Schlegel |
| 10 min                                                                                      | 10 min                                                                                      | Tresty                          | 14 min | Rozhodčí: Mikko Kaukokari André Schrader Čároví: Shane Gustafson Dominic Schlegel |
| 28                                                                                          | 28                                                                                          | Střely                          | 24 | Rozhodčí: Mikko Kaukokari André Schrader Čároví: Shane Gustafson Dominic Schlegel |

### Skupina B – Herning

#### Tabulka
|  | Týmy postupující do čtvrtfinále |
|  | Tým sestupující do Divize I     |

| Poř. | Tým        | Z | V | VP | PP | P | GV | GI | +/- | B  |
| ---- | ---------- | - | - | -- | -- | - | -- | -- | --- | -- |
| 1.   | Švýcarsko  | 7 | 6 | 0  | 1  | 0 | 34 | 9  | +25 | 19 |
| 2.   | USA        | 7 | 5 | 1  | 0  | 1 | 34 | 14 | +20 | 17 |
| 3.   | Česko      | 7 | 5 | 1  | 0  | 1 | 35 | 14 | +21 | 17 |
| 4.   | Dánsko     | 7 | 3 | 1  | 0  | 3 | 25 | 24 | +1  | 11 |
| 5.   | Německo    | 7 | 3 | 0  | 1  | 3 | 20 | 22 | −2  | 10 |
| 6.   | Norsko     | 7 | 1 | 0  | 1  | 5 | 13 | 24 | −11 | 4  |
| 7.   | Maďarsko   | 7 | 1 | 0  | 0  | 6 | 8  | 39 | −31 | 3  |
| 8.   | Kazachstán | 7 | 1 | 0  | 0  | 6 | 9  | 32 | −23 | 3  |

#### Zápasy
| 9. května 2025 16:20 | Švýcarsko | 4 : 5 PP (2:1, 0:2, 2:1 – 0:1) | Česko | Jyske Bank Boxen, Herning Návštěvnost: 10 500 |  |

| Report | |                                     | |                                                                            |
| Leonardo Genoni                                                                                                   | Leonardo Genoni                                                                                                   | Brankáři                            | Karel Vejmelka | Rozhodčí: Andris Ansons Tobias Björk Čároví: Onni Hautamäki Anders Nyqvist |
| Marti (Hofmann, Fora) 01:34' Riat (Siegenthaler, Kukan) 17:50' Schmid (Hofmann) 41:21' Andrighetto (Marti) 49:00' | Marti (Hofmann, Fora) 01:34' Riat (Siegenthaler, Kukan) 17:50' Schmid (Hofmann) 41:21' Andrighetto (Marti) 49:00' | 1:0 2:0 2:1 2:2 2:3 3:3 4:3 4:4 4:5 | 19:41' Stránský (Pastrňák, Červenka) 26:01' Zadina (Krejčík, M. Špaček) 35:33' Pyrochta (Zadina, D. Špaček) 56:13' Sedlák (Hronek) 62:30' Červenka (Pastrňák, Vejmelka) | Rozhodčí: Andris Ansons Tobias Björk Čároví: Onni Hautamäki Anders Nyqvist |
| 6 min | 6 min | Tresty                              | 4 min | Rozhodčí: Andris Ansons Tobias Björk Čároví: Onni Hautamäki Anders Nyqvist |
| 20 | 20 | Střely                              | 29 | Rozhodčí: Andris Ansons Tobias Björk Čároví: Onni Hautamäki Anders Nyqvist |

| 9. května 2025 20:20 | Dánsko | 0 : 5 (0:1, 0:2, 0:2) | USA | Jyske Bank Boxen, Herning Návštěvnost: 10 500 |  |

| Report          |                 |                     | |                                                                                  |
| Frederik Dichow | Frederik Dichow | Brankáři            | Joey Daccord | Rozhodčí: Christoffer Holm Mikko Kaukokari Čároví: Oto Durmis Tarrington Wyonzek |
|                 |                 | 0:1 0:2 0:3 0:4 0:5 | 17:52' Gauthier (Kesselring) 23:59' Cooley (Garland, Thompson) 28:32' Beniers (Peeke, Lohrei) 49:31' Lohrei (Kesselring, Nazar) 56:16' Beniers (Gauthier, Smith) | Rozhodčí: Christoffer Holm Mikko Kaukokari Čároví: Oto Durmis Tarrington Wyonzek |
| 8 min           | 8 min           | Tresty              | 6 min | Rozhodčí: Christoffer Holm Mikko Kaukokari Čároví: Oto Durmis Tarrington Wyonzek |
| 26              | 26              | Střely              | 48 | Rozhodčí: Christoffer Holm Mikko Kaukokari Čároví: Oto Durmis Tarrington Wyonzek |

| 10. května 2025 12:20 | Norsko | 1 : 2 (1:0, 0:1, 0:1) | Kazachstán | Jyske Bank Boxen, Herning Návštěvnost: 3 588 |  |

| Report                                |                                       |             |                                                                        |                                                                               |
| Tobias Normann                        | Tobias Normann                        | Brankáři    | Maxim Pavlenko                                                         | Rozhodčí: Peter Stano Kristian Vikman Čároví: Danny Beresford Patrick Laguzov |
| Johannesen (Elvsveen, Salsten) 05:33' | Johannesen (Elvsveen, Salsten) 05:33' | 1:0 1:1 1:2 | 25:08' Starčenko (Michajlis, Orechov) 52:08' Volkov (Asetov, Kaijržan) | Rozhodčí: Peter Stano Kristian Vikman Čároví: Danny Beresford Patrick Laguzov |
| 8 min                                 | 8 min                                 | Tresty      | 8 min                                                                  | Rozhodčí: Peter Stano Kristian Vikman Čároví: Danny Beresford Patrick Laguzov |
| 31                                    | 31                                    | Střely      | 21                                                                     | Rozhodčí: Peter Stano Kristian Vikman Čároví: Danny Beresford Patrick Laguzov |

| 10. května 2025 16:20 | Německo | 6 : 1 (2:0, 2:0, 2:1) | Maďarsko | Jyske Bank Boxen, Herning Návštěvnost: 6 184 |  |

| Report | |                             |                                 |                                                                                 |
| Philipp Grubauer | Philipp Grubauer | Brankáři                    | Bence Bálizs                    | Rozhodčí: Mikko Kaukokari Christian Ofner Čároví: Onni Hautamäki Anders Nyqvist |
| Dominik Kahun (Schütz, Stachowiak) 10:54' Samanski (Reichel) 16:09' Kalble (Kastner) 34:09' Tiffels (Reichel, Samanski) 39:44' Ehl (Hager, Müller) 45:54' Kahun (Schütz, Stachowiak) 59:09' | Dominik Kahun (Schütz, Stachowiak) 10:54' Samanski (Reichel) 16:09' Kalble (Kastner) 34:09' Tiffels (Reichel, Samanski) 39:44' Ehl (Hager, Müller) 45:54' Kahun (Schütz, Stachowiak) 59:09' | 1:0 2:0 3:0 4:0 5:0 5:1 6:1 | 48:29' Ambrus (Ortenszky, Hári) | Rozhodčí: Mikko Kaukokari Christian Ofner Čároví: Onni Hautamäki Anders Nyqvist |
| 4 min | 4 min | Tresty                      | 8 min                           | Rozhodčí: Mikko Kaukokari Christian Ofner Čároví: Onni Hautamäki Anders Nyqvist |
| 35 | 35 | Střely                      | 19                              | Rozhodčí: Mikko Kaukokari Christian Ofner Čároví: Onni Hautamäki Anders Nyqvist |

| 10. května 2025 20:20 | Dánsko | 2 : 5 (0:1, 2:2, 0:2) | Švýcarsko | Jyske Bank Boxen, Herning Návštěvnost: 10 095 |  |

| Report                                             |                                                    |                             | |                                                                       |
| Sebastian Dahm                                     | Sebastian Dahm                                     | Brankáři                    | Stéphane Charlin | Rozhodčí: Mikael Holm Mike Langin Čároví: Nick Briganti Jiří Ondráček |
| Mølgaard 22:09' Blichfeld (Aagaard, Olesen) 28:59' | Mølgaard 22:09' Blichfeld (Aagaard, Olesen) 28:59' | 0:1 1:1 2:1 2:2 2:3 2:4 2:5 | 14:41' Hischier (Marti, Fora) 35:40' Moy (Hischier, Meier) 38:34' Moy (Meier) 45:19' Riat (Moy, Schmid) 58:49' Hischier (Schmid) | Rozhodčí: Mikael Holm Mike Langin Čároví: Nick Briganti Jiří Ondráček |
| 15 min                                             | 15 min                                             | Tresty                      | 35 min | Rozhodčí: Mikael Holm Mike Langin Čároví: Nick Briganti Jiří Ondráček |
| 8                                                  | 8                                                  | Střely                      | 8 | Rozhodčí: Mikael Holm Mike Langin Čároví: Nick Briganti Jiří Ondráček |

| 11. května 2025 12:20 | USA | 6 : 0 (0:1, 2:2, 0:2) | Maďarsko | Jyske Bank Boxen, Herning Návštěvnost: 4 041 |  |

| Report | |                         |          |                                                                             |
| Jeremy Swayman | Jeremy Swayman | Brankáři                | Ádám Vay | Rozhodčí: Andris Ansons Peter Stano Čároví: Danny Beresford Patrick Laguzov |
| Frank Nazar (Cooley, Garland) 14:07' Nazar (Pinto, Lohrei) 16:54' Gauthier (Beniers, Smith) 30:02' Gauthier (Smith, Vlasic) 41:13' Garland (Pinto, Nazar) 41:54' Cooley (Keller, Thompson) 54:26' | Frank Nazar (Cooley, Garland) 14:07' Nazar (Pinto, Lohrei) 16:54' Gauthier (Beniers, Smith) 30:02' Gauthier (Smith, Vlasic) 41:13' Garland (Pinto, Nazar) 41:54' Cooley (Keller, Thompson) 54:26' | 1:0 2:0 3:0 4:0 5:0 6:0 |          | Rozhodčí: Andris Ansons Peter Stano Čároví: Danny Beresford Patrick Laguzov |
| 39 min | 39 min | Tresty                  | 13 min   | Rozhodčí: Andris Ansons Peter Stano Čároví: Danny Beresford Patrick Laguzov |
| 4 | 4 | Střely                  | 6        | Rozhodčí: Andris Ansons Peter Stano Čároví: Danny Beresford Patrick Laguzov |

| 11. května 2025 16:20 | Německo | 4 : 1 (1:1, 1:0, 2:0) | Kazachstán | Jyske Bank Boxen, Herning Návštěvnost: 4 733 |  |

| Report | |                     |                              |                                                                                 |
| Mathias Niederberger | Mathias Niederberger | Brankáři            | Maxim Pavlenko               | Rozhodčí: Tobias Björk Christian Ofner Čároví: Jiří Ondráček Tarrington Wyonzek |
| Kastner (Ehl, Seider) 13:09' Stachowiak (Kahun, Schütz) 34:53' Reichel (Tiffels, Kälble) 41:49' Kälble (Ehl, Kastner) 45:33' | Kastner (Ehl, Seider) 13:09' Stachowiak (Kahun, Schütz) 34:53' Reichel (Tiffels, Kälble) 41:49' Kälble (Ehl, Kastner) 45:33' | 0:1 1:1 2:1 3:1 4:1 | 03:05' Mikhailis (Shestakov) | Rozhodčí: Tobias Björk Christian Ofner Čároví: Jiří Ondráček Tarrington Wyonzek |
| 33 min | 33 min | Tresty              | 21 min                       | Rozhodčí: Tobias Björk Christian Ofner Čároví: Jiří Ondráček Tarrington Wyonzek |
| 4 | 4 | Střely              | 0                            | Rozhodčí: Tobias Björk Christian Ofner Čároví: Jiří Ondráček Tarrington Wyonzek |

| 11. května 2025 20:20 | Norsko | 1 : 2 (0:0, 1:2, 0:0) | Česko | Jyske Bank Boxen, Herning Návštěvnost: 4 791 |  |

| Report                             |                                    |             |                                                                 |                                                                        |
| Jonas Arntzen                      | Jonas Arntzen                      | Brankáři    | Karel Vejmelka                                                  | Rozhodčí: Mike Langin Kristian Vikman Čároví: Nick Briganti Oto Durmis |
| Solberg (Berglund, Salsten) 28:03' | Solberg (Berglund, Salsten) 28:03' | 0:1 1:1 1:2 | 28:03' Flek (Krejčík, Lauko) 28:03' Pastrňák (Červenka, Hronek) | Rozhodčí: Mike Langin Kristian Vikman Čároví: Nick Briganti Oto Durmis |
| 6 min                              | 6 min                              | Tresty      | 6 min                                                           | Rozhodčí: Mike Langin Kristian Vikman Čároví: Nick Briganti Oto Durmis |
| 23                                 | 23                                 | Střely      | 33                                                              | Rozhodčí: Mike Langin Kristian Vikman Čároví: Nick Briganti Oto Durmis |

| 12. května 2025 16:20 | USA | 0 : 3 (0:2, 0:0, 0:1) | Švýcarsko | Jyske Bank Boxen, Herning Návštěvnost: 5 741 |  |

| Report       |              |             |                                                                                         |                                                                           |
| Joey Daccord | Joey Daccord | Brankáři    | Leonardo Genoni                                                                         | Rozhodčí: Tobias Björk Mike Langin Čároví: Patrick Laguzov Anders Nykvist |
|              |              | 0:1 0:2 0:3 | 12:46' Riat (Berni) 15:59' Siegenthaler (Fiala, Moy) 51:51' Kukan (Malgin, Andrighetto) | Rozhodčí: Tobias Björk Mike Langin Čároví: Patrick Laguzov Anders Nykvist |
| 4 min        | 4 min        | Tresty      | 4 min                                                                                   | Rozhodčí: Tobias Björk Mike Langin Čároví: Patrick Laguzov Anders Nykvist |
| 23           | 23           | Střely      | 27                                                                                      | Rozhodčí: Tobias Björk Mike Langin Čároví: Patrick Laguzov Anders Nykvist |

| 12. května 2025 20:20 | Česko | 7 : 2 (0:0, 4:1, 3:1) | Dánsko | Jyske Bank Boxen, Herning Návštěvnost: 9 882 |  |

| Report | |                                     |                                                               |                                                                                 |
| Daniel Vladař | Daniel Vladař | Brankáři                            | Frederik Dichow                                               | Rozhodčí: Peter Stano Kristian Vikman Čároví: Onni Hautamäki Tarrington Wyonzek |
| Nečas (Beránek, Hronek) 23:35' Gazda (Kodýtek, Beránek) 24:23' Pastrňák (Sedlák, Vladař) 33:52' Sedlák (Pastrňák, Hronek) 36:21' Nečas (Zadina, M. Špaček) 44:32' Voženílek (Flek, Lauko) 57:43' Červenka (Pastrňák, Sedlák) 59:01' | Nečas (Beránek, Hronek) 23:35' Gazda (Kodýtek, Beránek) 24:23' Pastrňák (Sedlák, Vladař) 33:52' Sedlák (Pastrňák, Hronek) 36:21' Nečas (Zadina, M. Špaček) 44:32' Voženílek (Flek, Lauko) 57:43' Červenka (Pastrňák, Sedlák) 59:01' | 1:0 2:0 3:0 4:0 4:1 5:1 5:2 6:2 7:2 | 38:47' Olesen (Russell, Jensen) 38:47' Wejse (Jensen, Olesen) | Rozhodčí: Peter Stano Kristian Vikman Čároví: Onni Hautamäki Tarrington Wyonzek |
| 8 min | 8 min | Tresty                              | 8 min                                                         | Rozhodčí: Peter Stano Kristian Vikman Čároví: Onni Hautamäki Tarrington Wyonzek |
| 33 | 33 | Střely                              | 31                                                            | Rozhodčí: Peter Stano Kristian Vikman Čároví: Onni Hautamäki Tarrington Wyonzek |

| 13. května 2025 16:20 | Norsko | 2 : 5 (1:2, 0:2, 1:1) | Německo | Jyske Bank Boxen, Herning Návštěvnost: 3 622 |  |

| Report                                                                    |                                                                           |                             | |                                                                            |
| Jonas Arntzen                                                             | Jonas Arntzen                                                             | Brankáři                    | Philipp Grubauer | Rozhodčí: Andris Ansons Riku Brander Čároví: Danny Beresford Nick Briganti |
| 19:50' Martinsen (Brandsegg-Nygård, Johannesen) 47:07' Berglund (Salsten) | 19:50' Martinsen (Brandsegg-Nygård, Johannesen) 47:07' Berglund (Salsten) | 0:1 0:2 1:2 1:3 1:4 2:4 2:5 | 04:51' Ehliz (Stützle, Michaelis) 16:10' Michaelis (Ehliz, Michaelis) 24:56' Stachowiak (Kahun) 26:46' Samanski (Reichel, Kälble) 59:43' Tiffels (Kahun, Stützle) | Rozhodčí: Andris Ansons Riku Brander Čároví: Danny Beresford Nick Briganti |
| 12 min                                                                    | 12 min                                                                    | Tresty                      | 8 min | Rozhodčí: Andris Ansons Riku Brander Čároví: Danny Beresford Nick Briganti |
| 31                                                                        | 31                                                                        | Střely                      | 30 | Rozhodčí: Andris Ansons Riku Brander Čároví: Danny Beresford Nick Briganti |

| 13. května 2025 20:20 | Kazachstán | 2 : 4 (0:2, 1:0, 1:2) | Maďarsko | Jyske Bank Boxen, Herning Návštěvnost: 1 972 |  |

| Report                                                |                                                       |                         | |                                                                           |
| Maxim Pavlenko                                        | Maxim Pavlenko                                        | Brankáři                | Bence Bálizs | Rozhodčí: Christoffer Holm Christian Ofner Čároví: Oto Durmis Dāvis Zunde |
| Mikhailis (Orekhov) 34:32' Orekhov (Shestakov) 59:01' | Mikhailis (Orekhov) 34:32' Orekhov (Shestakov) 59:01' | 0:1 0:2 1:2 1:3 1:4 2:4 | 00:15' Hári (Nilsson, M. Horváth) 18:31' Terbócs (B. Horváth, Szongoth) 40:14' Galló (Hári, Erdély) 43:35' Vincze (Papp, Hári) | Rozhodčí: Christoffer Holm Christian Ofner Čároví: Oto Durmis Dāvis Zunde |
| 8 min                                                 | 8 min                                                 | Tresty                  | 10 min | Rozhodčí: Christoffer Holm Christian Ofner Čároví: Oto Durmis Dāvis Zunde |
| 25                                                    | 25                                                    | Střely                  | 28 | Rozhodčí: Christoffer Holm Christian Ofner Čároví: Oto Durmis Dāvis Zunde |

| 14. května 2025 16:20 | USA | 6 : 5 PP (4:1, 1:2, 0:2 – 1:0) | Norsko | Jyske Bank Boxen, Herning Návštěvnost: 3 149 |  |

| Report | |                                             | |                                                                                      |
| Jeremy Swayman | Jeremy Swayman | Brankáři                                    | Tobias Normann | Rozhodčí: Christoffer Holm Christian Ofner Čároví: Onni Hautamäki Tarrington Wyonzek |
| Gauthier (Pinto, Smith) 04:50' Keller (LaCombe, Kesselring) 07:18' Thompson 12:34' McCarron (O'Connor, Howard) 17:50' Thompson (Keller, Werenski) 22:55' Thompson (Cooley, Keller) 64:09' | Gauthier (Pinto, Smith) 04:50' Keller (LaCombe, Kesselring) 07:18' Thompson 12:34' McCarron (O'Connor, Howard) 17:50' Thompson (Keller, Werenski) 22:55' Thompson (Cooley, Keller) 64:09' | 1:0 2:0 2:1 3:1 4:1 5:1 5:2 5:3 5:4 5:5 6:5 | 09:59' Solberg (Berglund, Brandsegg-Nygård) 26:59' Solberg (Martinsen) 32:48' Rønnild 51:08' Steen 58:33' Solberg (Brandsegg-Nygård, Martinsen) | Rozhodčí: Christoffer Holm Christian Ofner Čároví: Onni Hautamäki Tarrington Wyonzek |
| 10 min | 10 min | Tresty                                      | 8 min | Rozhodčí: Christoffer Holm Christian Ofner Čároví: Onni Hautamäki Tarrington Wyonzek |
| 37 | 37 | Střely                                      | 18 | Rozhodčí: Christoffer Holm Christian Ofner Čároví: Onni Hautamäki Tarrington Wyonzek |

| 14. května 2025 20:20 | Kazachstán | 1 : 5 (0:0, 0:2, 1:3) | Dánsko | Jyske Bank Boxen, Herning Návštěvnost: 10 388 |  |

| Report                                   |                                          |                         | |                                                                            |
| Maxim Pavlenko                           | Maxim Pavlenko                           | Brankáři                | Frederik Dichow | Rozhodčí: Andris Ansons Mike Langin Čároví: Patrick Laguzov Anders Nyqvist |
| Michailis (Starčenko, Metalnikov) 46:33' | Michailis (Starčenko, Metalnikov) 46:33' | 0:1 0:2 1:2 1:3 1:4 1:5 | 24:20' Aagaard (Blichfeld, Koch) 32:57' True (Russell, Jensen) 50:08' Wejse (Olesen, Blichfeld) 50:28' True (Lauridsen) 59:53' Olesen (Lauridsen) | Rozhodčí: Andris Ansons Mike Langin Čároví: Patrick Laguzov Anders Nyqvist |
| 6 min                                    | 6 min                                    | Tresty                  | 10 min | Rozhodčí: Andris Ansons Mike Langin Čároví: Patrick Laguzov Anders Nyqvist |
| 22                                       | 22                                       | Střely                  | 27 | Rozhodčí: Andris Ansons Mike Langin Čároví: Patrick Laguzov Anders Nyqvist |

| 15. května 2025 16:20 | Švýcarsko | 5 : 1 (0:0, 4:0, 1:1) | Německo | Jyske Bank Boxen, Herning Návštěvnost: 5 391 |  |

| Report | |                         |                                  |                                                                        |
| Leonardo Genoni | Leonardo Genoni | Brankáři                | Mathias Niederberger             | Rozhodčí: Tobias Björk Kristian Vikman Čároví: Oto Durmis Daniel Hynek |
| Riat (Jäger, Marti) 24:25' Andrighetto (Siegenthaler, Malgin) 25:49' Andrighetto (Fiala, Malgin) 33:51' Andrighetto (Kukan, Malgin) 34:53' Andrighetto (Kukan, Malgin) 48:15' | Riat (Jäger, Marti) 24:25' Andrighetto (Siegenthaler, Malgin) 25:49' Andrighetto (Fiala, Malgin) 33:51' Andrighetto (Kukan, Malgin) 34:53' Andrighetto (Kukan, Malgin) 48:15' | 1:0 2:0 3:0 4:0 5:0 5:1 | 58:35' Michaelis (Müller, Kahun) | Rozhodčí: Tobias Björk Kristian Vikman Čároví: Oto Durmis Daniel Hynek |
| 8 min | 8 min | Tresty                  | 10 min                           | Rozhodčí: Tobias Björk Kristian Vikman Čároví: Oto Durmis Daniel Hynek |
| 32 | 32 | Střely                  | 22                               | Rozhodčí: Tobias Björk Kristian Vikman Čároví: Oto Durmis Daniel Hynek |

| 15. května 2025 20:20 | Česko | 6 : 1 (2:0, 1:1, 3:0) | Maďarsko | Jyske Bank Boxen, Herning Návštěvnost: 2 939 |  |

| Report | |                             |                                    |                                                                          |
| Daniel Vladař | Daniel Vladař | Brankáři                    | Ádám Vay                           | Rozhodčí: Riku Brander Peter Stano Čároví: Danny Beresford Nick Briganti |
| Pastrňák (Červenka, Sedlák) 17:30' Flek (Voženílek) 19:23' Kodýtek (Hronek, Voženílek) 29:43' Pastrňák (Krejčík, Gazda) 43:42' Beránek (Zadina, Krejčík) 46:19' Sedlák (Červenka, Pastrňák) 47:38' | Pastrňák (Červenka, Sedlák) 17:30' Flek (Voženílek) 19:23' Kodýtek (Hronek, Voženílek) 29:43' Pastrňák (Krejčík, Gazda) 43:42' Beránek (Zadina, Krejčík) 46:19' Sedlák (Červenka, Pastrňák) 47:38' | 1:0 2:0 3:0 3:1 4:1 5:1 6:1 | 35:27' Mihalik (Vincze, Ortenszky) | Rozhodčí: Riku Brander Peter Stano Čároví: Danny Beresford Nick Briganti |
| 2 min | 2 min | Tresty                      | 8 min                              | Rozhodčí: Riku Brander Peter Stano Čároví: Danny Beresford Nick Briganti |
| 32 | 32 | Střely                      | 12                                 | Rozhodčí: Riku Brander Peter Stano Čároví: Danny Beresford Nick Briganti |

| 16. května 2025 16:20 | Maďarsko | 2 : 8 (2:1, 0:3, 0:4) | Dánsko | Jyske Bank Boxen, Herning Návštěvnost: 10 022 |  |

| Report                                                          |                                                                 |                                         | |                                                                            |
| Bence Bálizs Ádám Vay (od 35. minuty)                           | Bence Bálizs Ádám Vay (od 35. minuty)                           | Brankáři                                | Sebastian Dahm Frederik Dichow (od 7. minuty) | Rozhodčí: Andris Ansons Peter Stano Čároví: Onni Hautamäki Patrick Laguzov |
| Vincze (Hári, Nilsson) 00:33' Mihalik (Szabó, Ortenszky) 06:23' | Vincze (Hári, Nilsson) 00:33' Mihalik (Szabó, Ortenszky) 06:23' | 1:0 2:0 2:1 2:2 2:3 2:4 2:5 2:6 2:7 2:8 | 13:22' Aagaard (Olesen, Lauridsen) 27:37' Lauridsen 34:23' Jensen Aabo (Hansen, Bruggisser) 34:49' Russell (Olesen, Lassen) 43:41' Aagaard (Mølgaard, Blichfeld) 48:45' Bau Hansen (True) 49:13' Aagaard (Mølgaard, Blichfeld) 52:53' Lauridsen (Mølgaard, Jensen) | Rozhodčí: Andris Ansons Peter Stano Čároví: Onni Hautamäki Patrick Laguzov |
| 12 min                                                          | 12 min                                                          | Tresty                                  | 8 min | Rozhodčí: Andris Ansons Peter Stano Čároví: Onni Hautamäki Patrick Laguzov |
| 12                                                              | 12                                                              | Střely                                  | 41 | Rozhodčí: Andris Ansons Peter Stano Čároví: Onni Hautamäki Patrick Laguzov |

| 16. května 2025 20:20 | Švýcarsko | 3 : 0 (0:2, 0:1, 0:0) | Norsko | Jyske Bank Boxen, Herning Návštěvnost: 3 837 |  |

| Report                                                                                 |                                                                                        |             |               |                                                                                |
| Stéphane Charlin                                                                       | Stéphane Charlin                                                                       | Brankáři    | Jonas Arntzen | Rozhodčí: Christoffer Holm Kristian Vikman Čároví: Daniel Hynek Anders Nyqvist |
| Andrighetto (Kukan, Malgin) 08:56' Hofmann (Moy, Knak) 14:15' Moy (Meier, Fora) 28:03' | Andrighetto (Kukan, Malgin) 08:56' Hofmann (Moy, Knak) 14:15' Moy (Meier, Fora) 28:03' | 1:0 2:0 3:0 |               | Rozhodčí: Christoffer Holm Kristian Vikman Čároví: Daniel Hynek Anders Nyqvist |

| 17. května 2025 12:20 | USA | 6 : 3 (3:0, 0:3, 3:0) | Německo | Jyske Bank Boxen, Herning Návštěvnost: 9 595 |  |

| Report | |                                     | |                                                                                 |
| Joey Daccord | Joey Daccord | Brankáři                            | Philipp Grubauer Mathias Niederberger                                                               | Rozhodčí: Andris Ansons Christoffer Holm Čároví: Danny Beresford Onni Hautamäki |
| Thompson (Werenski, Garland) 01:42' Nazar (Gauthier), 09:43' O'Connor (Thompson), 14:17' Garland 44:50' Cooley (Garland, Keller) 56:31' Keller (Nazar, Garland) 58:07' | Thompson (Werenski, Garland) 01:42' Nazar (Gauthier), 09:43' O'Connor (Thompson), 14:17' Garland 44:50' Cooley (Garland, Keller) 56:31' Keller (Nazar, Garland) 58:07' | 1:0 2:0 3:0 3:1 3:2 3:3 4:3 5:3 6:3 | 28:43' Mik (Samanski, Hüttl) 34:43' Müller (Kahun, Stachowiak) 35:31' Stachowiak (Michaelis, Hüttl) | Rozhodčí: Andris Ansons Christoffer Holm Čároví: Danny Beresford Onni Hautamäki |
| 4 min | 4 min | Tresty                              | 6 min                                                                                               | Rozhodčí: Andris Ansons Christoffer Holm Čároví: Danny Beresford Onni Hautamäki |
| 26 | 26 | Střely                              | 14                                                                                                  | Rozhodčí: Andris Ansons Christoffer Holm Čároví: Danny Beresford Onni Hautamäki |

| 17. května 2025 16:20 | Česko | 8 : 1 (1:0, 3:0, 4:1) | Kazachstán | Jyske Bank Boxen, Herning Návštěvnost: 7 112 |  |

| Report | |                                     |                                                        |                                                                                |
| Karel Vejmelka | Karel Vejmelka | Brankáři                            | Dželal-Ad-Din Amirbekov Maxim Pavlenko (od 42. minuty) | Rozhodčí: Mike Langin Kristian Vikman Čároví: Nick Briganti Tarrington Wyonzek |
| Stránský (Beránek, Pyrochta) 05:19' Flek (Gazda, Klapka) 21:26' Stránský (D. Špaček, M. Špaček) 32:19' Červenka (Pastrňák, Krejčík) 37:04' Klapka (Hájek) 41:06' Červenka (Pyrochta) 53:13' Červenka (Nečas, Sedlák) 55:44' Klapka (Flek, Gazda) 59:22' | Stránský (Beránek, Pyrochta) 05:19' Flek (Gazda, Klapka) 21:26' Stránský (D. Špaček, M. Špaček) 32:19' Červenka (Pastrňák, Krejčík) 37:04' Klapka (Hájek) 41:06' Červenka (Pyrochta) 53:13' Červenka (Nečas, Sedlák) 55:44' Klapka (Flek, Gazda) 59:22' | 1:0 2:0 3:0 4:0 5:0 5:1 6:1 7:1 8:1 | 47:36' Kolesnikov (Breus, Muratov)                     | Rozhodčí: Mike Langin Kristian Vikman Čároví: Nick Briganti Tarrington Wyonzek |

| 17. května 2025 20:20 | Dánsko | 6 : 3 (2:1, 3:1, 1:1) | Norsko | Jyske Bank Boxen, Herning Návštěvnost: 10 500 |  |

| Report | |                                     |                                                                                    |                                                                       |
| Frederik Dichow | Frederik Dichow | Brankáři                            | Jonas Arntzen Tobias Normann (od 35. minuty)                                       | Rozhodčí: Tobias Björk Riku Brander Čároví: Oto Durmis Anders Nyqvist |
| Russell (Mølgaard, Blichfeld) 13:42' Aagaard (Jensen, Mølgaard) 14:38' Røndbjerg (Russell, Jensen) 27:25' Blichfeld (Bruggisser, Wejse) 30:32' Røndbjerg 34:59' Olesen (Blichfeld, Wejse) 49:46' | Russell (Mølgaard, Blichfeld) 13:42' Aagaard (Jensen, Mølgaard) 14:38' Røndbjerg (Russell, Jensen) 27:25' Blichfeld (Bruggisser, Wejse) 30:32' Røndbjerg 34:59' Olesen (Blichfeld, Wejse) 49:46' | 1:0 2:0 2:1 3:1 4:1 5:1 5:2 6:2 6:3 | 15:14' Salsten (Solberg, Berglund) 36:59' Berglund 59:37' Olsen (Johnsen, Solberg) | Rozhodčí: Tobias Björk Riku Brander Čároví: Oto Durmis Anders Nyqvist |
| 2 min | 2 min | Tresty                              | 33 min                                                                             | Rozhodčí: Tobias Björk Riku Brander Čároví: Oto Durmis Anders Nyqvist |
| 32 | 32 | Střely                              | 19                                                                                 | Rozhodčí: Tobias Björk Riku Brander Čároví: Oto Durmis Anders Nyqvist |

| 18. května 2025 16:20 | Kazachstán | 1 : 6 (0:0, 0:5, 1:1) | USA | Jyske Bank Boxen, Herning Návštěvnost: 3 968 |  |

| Report                                           |                                                  |                             | |                                                                           |
| Sergej Kudrjavcev Maxim Pavlenko (od 41. minuty) | Sergej Kudrjavcev Maxim Pavlenko (od 41. minuty) | Brankáři                    | Jeremy Swayman | Rozhodčí: Peter Stano Kristian Vikman Čároví: Daniel Hynek Anders Nyqvist |
| Volkov 59:10'                                    | Volkov 59:10'                                    | 0:1 0:2 0:3 0:4 0:5 0:6 1:6 | 26:58' Nazar (LaCombe, Eyssimont) 31:46' LaCombe (Nazar, McCarron) 34:00' Thompson (Buium, Pinto) 34:58' Beniers (O'Connor) 39:04' Kesselring (Nazar, Eyssimont) 45:54' Werenski (Kesselring, Keller) | Rozhodčí: Peter Stano Kristian Vikman Čároví: Daniel Hynek Anders Nyqvist |
| 4 min                                            | 4 min                                            | Tresty                      | 4 min | Rozhodčí: Peter Stano Kristian Vikman Čároví: Daniel Hynek Anders Nyqvist |
| 17                                               | 17                                               | Střely                      | 38 | Rozhodčí: Peter Stano Kristian Vikman Čároví: Daniel Hynek Anders Nyqvist |

| 18. května 2025 20:20 | Maďarsko | 0 : 10 (0:2, 0:3, 0:5) | Švýcarsko | Jyske Bank Boxen, Herning Návštěvnost: 2 846 |  |

| Report   |          |                                          | |                                                                              |
| Ádám Vay | Ádám Vay | Brankáři                                 | Leonardo Genoni | Rozhodčí: Riku Brander Christian Ofner Čároví: Danny Beresford Nick Briganti |
|          |          | 0:1 0:2 0:3 0:4 0:5 0:6 0:7 0:8 0:9 0:10 | 05:44' Ambühl (Egil, Moser) 07:55' Meier (Kukan) 31:57' Egil (Glauser, Fiala) 33:24' Meier (Moy, Fiala) 35:21' Moser (Baechler, Meier) 50:03' Egil (Moser, Meier) 50:51' Ambühl (Schmid, Marti) 54:49' Glauser (Jäger, Knak) 58:53' Ambühl (Fora, Moser) 59:20' Fiala (Moy, Marti) | Rozhodčí: Riku Brander Christian Ofner Čároví: Danny Beresford Nick Briganti |
| 6 min    | 6 min    | Tresty                                   | 37 min | Rozhodčí: Riku Brander Christian Ofner Čároví: Danny Beresford Nick Briganti |
| 6        | 6        | Střely                                   | 4 | Rozhodčí: Riku Brander Christian Ofner Čároví: Danny Beresford Nick Briganti |

| 19. května 2025 16:20 | Německo | 0 : 5 (0:1, 0:2, 0:2) | Česko | Jyske Bank Boxen, Herning Návštěvnost: 8 221 |  |

| Report               |                      |                     | |                                                                                   |
| Mathias Niederberger | Mathias Niederberger | Brankáři            | Daniel Vladař | Rozhodčí: Tobias Björk Christoffer Holm Čároví: Onni Hautamäki Tarrington Wyonzek |
|                      |                      | 0:1 0:2 0:3 0:4 0:5 | 05:51' Pastrňák (Nečas, Červenka) 26:43' Sedlák (Pastrňák, Červenka) 29:07' Flek (Voženílek, Krejčík) 40:43' Lauko 56:40' Flek (Nečas, Hronek) | Rozhodčí: Tobias Björk Christoffer Holm Čároví: Onni Hautamäki Tarrington Wyonzek |
| 4 min                | 4 min                | Tresty              | 4 min | Rozhodčí: Tobias Björk Christoffer Holm Čároví: Onni Hautamäki Tarrington Wyonzek |
| 19                   | 19                   | Střely              | 25 | Rozhodčí: Tobias Björk Christoffer Holm Čároví: Onni Hautamäki Tarrington Wyonzek |

| 19. května 2025 20:20 | Maďarsko | 0 : 1 (0:1, 0:0, 0:0) | Norsko | Jyske Bank Boxen, Herning Návštěvnost: 2 808 |  |

| Report       |              |          |                                 |                                                                        |
| Bence Bálizs | Bence Bálizs | Brankáři | Tobias Normann                  | Rozhodčí: Andris Ansons Mike Langin Čároví: Oto Durmis Patrick Laguzov |
|              |              | 0:1      | 06:28' Steen (Brandsegg-Nygård) | Rozhodčí: Andris Ansons Mike Langin Čároví: Oto Durmis Patrick Laguzov |
| 8 min        | 8 min        | Tresty   | 12 min                          | Rozhodčí: Andris Ansons Mike Langin Čároví: Oto Durmis Patrick Laguzov |
| 17           | 17           | Střely   | 28                              | Rozhodčí: Andris Ansons Mike Langin Čároví: Oto Durmis Patrick Laguzov |

| 20. května 2025 12:20 | Švýcarsko | 4 : 1 (0:1, 1:0, 3:0) | Kazachstán | Jyske Bank Boxen, Herning Návštěvnost: 3 833 |  |

| Report | |                     |                                         |                                                                             |
| Stéphane Charlin | Stéphane Charlin | Brankáři            | Maxim Pavlenko                          | Rozhodčí: Christian Ofner Kristian Vikman Čároví: Oto Durmis Anders Nyqvist |
| Fiala (Malgin, Kukan) 39:55' Andrighetto (Malgin, Moser) 47:15' Ambühl (Niederreiter, Fiala) 57:06' Riat (Knak, Fora) 57:44' | Fiala (Malgin, Kukan) 39:55' Andrighetto (Malgin, Moser) 47:15' Ambühl (Niederreiter, Fiala) 57:06' Riat (Knak, Fora) 57:44' | 0:1 1:1 2:1 3:1 4:1 | 15:17' Shestakov (Beketayev, Mikhailis) | Rozhodčí: Christian Ofner Kristian Vikman Čároví: Oto Durmis Anders Nyqvist |
| 4 min | 4 min | Tresty              | 6 min                                   | Rozhodčí: Christian Ofner Kristian Vikman Čároví: Oto Durmis Anders Nyqvist |
| 39 | 39 | Střely              | 16                                      | Rozhodčí: Christian Ofner Kristian Vikman Čároví: Oto Durmis Anders Nyqvist |

| 20. května 2025 16:20 | Česko | 2 : 5 (0:1, 2:0, 0:4) | USA | Jyske Bank Boxen, Herning Návštěvnost: 8 441 |  |

| Report                                                     |                                                            |                             | |                                                                              |
| Karel Vejmelka                                             | Karel Vejmelka                                             | Brankáři                    | Jeremy Swayman | Rozhodčí: Tobias Björk Mike Langin Čároví: Onni Hautamäki Tarrington Wyonzek |
| Pastrňák (Červenka) 20:41' Nečas (Pastrňák, Sedlák) 28:33' | Pastrňák (Červenka) 20:41' Nečas (Pastrňák, Sedlák) 28:33' | 0:1 1:1 2:1 2:2 2:3 2:4 2:5 | 09:25' Doan (Peeke, Pinto) 41:35' Nazar (Smith, Buium) 47:01' Nazar (Cutter Gauthier, Buium) 53:29' Cooley (Keller, Werenski) 57:06' Peeke (O’Connor) | Rozhodčí: Tobias Björk Mike Langin Čároví: Onni Hautamäki Tarrington Wyonzek |
| 22 min                                                     | 22 min                                                     | Tresty                      | 18 min | Rozhodčí: Tobias Björk Mike Langin Čároví: Onni Hautamäki Tarrington Wyonzek |
| 27                                                         | 27                                                         | Střely                      | 56 | Rozhodčí: Tobias Björk Mike Langin Čároví: Onni Hautamäki Tarrington Wyonzek |

| 20. května 2025 20:20 | Německo | 1 : 2 SN (0:0, 1:0, 0:1 – 0:0 – 0:1) | Dánsko | Jyske Bank Boxen, Herning Návštěvnost: 10 500 |  |

| Report                                                        |                                                               |                                    |                                                                     |                                                                             |
| Philipp Grubauer                                              | Philipp Grubauer                                              | Brankáři                           | Frederik Dichow                                                     | Rozhodčí: Andris Ansons Christoffer Holm Čároví: Nick Briganti Daniel Hynek |
| Geibel (Wagner, Samanski) 39:14' Schutz Pföderl Stützle Kahun | Geibel (Wagner, Samanski) 39:14' Schutz Pföderl Stützle Kahun | 1:0 1:1 Samostatné nájezdy 0:1 0:2 | 50:00' Ehlers (Molgaard, Olesen) Oleson Blichfield Ehlers N. Jensen | Rozhodčí: Andris Ansons Christoffer Holm Čároví: Nick Briganti Daniel Hynek |
| 8 min                                                         | 8 min                                                         | Tresty                             | 10 min                                                              | Rozhodčí: Andris Ansons Christoffer Holm Čároví: Nick Briganti Daniel Hynek |
| 26                                                            | 26                                                            | Střely                             | 28                                                                  | Rozhodčí: Andris Ansons Christoffer Holm Čároví: Nick Briganti Daniel Hynek |

## Hráčské statistiky

### Kanadské bodování
Toto je konečné pořadí hráčů podle dosažených bodů. Za jeden vstřelený gól nebo přihrávku na gól hráč získal jeden bod.
| Poř. | Hráč             | Tým       | Z  | G | A  | B  | TM | +/- |
| ---- | ---------------- | --------- | -- | - | -- | -- | -- | --- |
| 1.   | David Pastrňák   | Česko     | 8  | 6 | 9  | 15 | 4  | +7  |
| 2.   | Elias Lindholm   | Švédsko   | 10 | 8 | 6  | 14 | 0  | +8  |
| 3.   | Roman Červenka   | Česko     | 8  | 6 | 8  | 14 | 4  | +8  |
| 4.   | Nathan MacKinnon | Kanada    | 8  | 7 | 6  | 13 | 10 | +9  |
| 5.   | Travis Konecny   | Kanada    | 8  | 3 | 10 | 13 | 12 | +9  |
| 6.   | Frank Nazar      | USA       | 10 | 6 | 6  | 12 | 6  | +7  |
| 7.   | Nick Olesen      | Dánsko    | 10 | 5 | 7  | 12 | 4  | −3  |
| 8.   | Sidney Crosby    | Kanada    | 8  | 4 | 8  | 12 | 6  | +8  |
| 9.   | Logan Cooley     | USA       | 10 | 4 | 8  | 12 | 10 | +4  |
| 10.  | Tyler Moy        | Švýcarsko | 10 | 4 | 8  | 12 | 2  | +8  |

### Hodnocení brankářů
Toto je konečné pořadí pěti nejlepších brankářů.
| Poř. | Hráč              | Tým       | Z. | MIN    | OG | PZ  | PS  | POG  | Úsp%  |
| ---- | ----------------- | --------- | -- | ------ | -- | --- | --- | ---- | ----- |
| 1.   | Leonardo Genoni   | Švýcarsko | 7  | 423:32 | 7  | 143 | 150 | 0,99 | 95,33 |
| 2.   | Daniel Vladař     | Česko     | 4  | 219:52 | 4  | 77  | 81  | 1,09 | 95,06 |
| 3.   | Jordan Binnington | Kanada    | 4  | 239:15 | 5  | 85  | 90  | 1,25 | 94,44 |
| 4.   | Juuse Saros       | Finsko    | 6  | 358:50 | 10 | 164 | 174 | 1,67 | 94,25 |
| 5.   | Samuel Ersson     | Švédsko   | 5  | 259:06 | 5  | 71  | 76  | 1,16 | 93,42 |

## Play-off

### Pavouk
Soupeři pro semifinále budou určeni z vítězů čtvrtfinále podle celkového pořadí po základních skupinách (dle umístění ve skupině, počtu dosažených bodů, rozdílu ve skóre, vyššího počtu vstřelených gólů, pořadí v žebříčku IIHF), kdy nejvýše umístěné mužstvo narazí na nejníže umístěné mužstvo a druhé mužstvo narazí na třetí mužstvo.
|  | Čtvrtfinále 1 |               |               |  |    |              |              |              |  |               |               |               |   |
|  | A2            | Švédsko       | 5             |  |    |              |              |              |  |               |               |               |   |
|  | B3            | Česko         | 2             |  |    | Semifinále 1 | Semifinále 1 | Semifinále 1 |  |               |               |               |   |
|  |               |               |               |  |    | A2           | Švédsko      | 2            |  |               |               |               |   |
|  | Čtvrtfinále 2 | Čtvrtfinále 2 | Čtvrtfinále 2 |  | B2 | USA          | 6            |              |  |               |               |               |   |
|  | B2            | USA           | 5             |  |    |              |              |              |  |               |               |               |   |
|  | A3            | Finsko        | 2             |  |    |              |              |              |  | Finále        | Finále        | Finále        |   |
|  |               |               |               |  |    |              |              |              |  |               |               | Švýcarsko     | 0 |
|  | Čtvrtfinále 3 | Čtvrtfinále 3 | Čtvrtfinále 3 |  |    |              |              |              |  |               |               | USA (PP)      | 1 |
|  | B1            | Švýcarsko     | 6             |  |    |              |              |              |  |               |               |               |   |
|  | A4            | Rakousko      | 0             |  |    | Semifinále 2 | Semifinále 2 | Semifinále 2 |  | Zápas o bronz | Zápas o bronz | Zápas o bronz |   |
|  |               |               |               |  |    | B1           | Švýcarsko    | 7            |  |               | Švédsko       | 6             |   |
|  | Čtvrtfinále 4 | Čtvrtfinále 4 | Čtvrtfinále 4 |  | B4 | Dánsko       | 0            |              |  |               | Dánsko        | 2             |   |
|  | A1            | Kanada        | 1             |  |    |              |              |              |  |               |               |               |   |
|  | B4            | Dánsko        | 2             |  |    |              |              |              |  |               |               |               |   |

### Čtvrtfinále
| 22. května 2025 16:20 | USA | 5 : 2 (1:1, 2:1, 2:0) | Finsko | Avicii Arena, Stockholm Návštěvnost: 9 642 |  |

| Report | |                             |                                                                               |                                                                                    |
| Jeremy Swayman | Jeremy Swayman | Brankáři                    | Juuse Saros                                                                   | Rozhodčí: Michael Campbell Mikael Holm Čároví: Albert Ankerstjerne Ludvig Lundgren |
| Garland (Cooley, Werenski) 04:50' Buium 34:53' Garland (Thompson, Cooley) 36:04' Pinto (Smith, Gauthier) 45:52' Keller (Pinto) 57:15' | Garland (Cooley, Werenski) 04:50' Buium 34:53' Garland (Thompson, Cooley) 36:04' Pinto (Smith, Gauthier) 45:52' Keller (Pinto) 57:15' | 1:0 1:1 1:2 2:2 3:2 4:2 5:2 | 12:58' Tolvanen (Lammikko, Teräväinen) 27:46' Puistola (Teräväinen, Lehtonen) | Rozhodčí: Michael Campbell Mikael Holm Čároví: Albert Ankerstjerne Ludvig Lundgren |
| 10 min | 10 min | Tresty                      | 8 min                                                                         | Rozhodčí: Michael Campbell Mikael Holm Čároví: Albert Ankerstjerne Ludvig Lundgren |
| 28 | 28 | Střely                      | 22                                                                            | Rozhodčí: Michael Campbell Mikael Holm Čároví: Albert Ankerstjerne Ludvig Lundgren |

| 22. května 2025 16:20 | Švýcarsko | 6 : 0 (3:0, 2:0, 1:0) | Rakousko | Jyske Bank Boxen, Herning Návštěvnost: 2 621 |  |

| Report | |                         |               |                                                                      |
| Leonardo Genoni | Leonardo Genoni | Brankáři                | David Kickert | Rozhodčí: Tobias Björk Riku Brander Čároví: Nick Briganti Oto Durmis |
| Bertschy (Glauser, Genoni) 06:38' Meier (Fiala, Moy) 11:03' Jäger (Niederreiter, Knak) 14:17' Fiala (Niederreiter, Kukan) 23:32' Schmid (Glauser, Moy) 24:36' Knak (Jäger, Marti) 51:46' | Bertschy (Glauser, Genoni) 06:38' Meier (Fiala, Moy) 11:03' Jäger (Niederreiter, Knak) 14:17' Fiala (Niederreiter, Kukan) 23:32' Schmid (Glauser, Moy) 24:36' Knak (Jäger, Marti) 51:46' | 1:0 2:0 3:0 4:0 5:0 6:0 |               | Rozhodčí: Tobias Björk Riku Brander Čároví: Nick Briganti Oto Durmis |
| 12 min | 12 min | Tresty                  | 35 min        | Rozhodčí: Tobias Björk Riku Brander Čároví: Nick Briganti Oto Durmis |
| 40 | 40 | Střely                  | 13            | Rozhodčí: Tobias Björk Riku Brander Čároví: Nick Briganti Oto Durmis |

| 22. května 2025 20:20 | Švédsko | 5 : 2 (3:0, 1:1, 1:1) | Česko | Avicii Arena, Stockholm Návštěvnost: 12 530 |  |

| Report | |                             |                                                                      |                                                                             |
| Jacob Markström | Jacob Markström | Brankáři                    | Karel Vejmelka Daniel Vladař (od 2. třetiny)                         | Rozhodčí: Sean MacFarlane André Schrader Čároví: Jake Davis Shane Gustafson |
| Carlsson (Andersson, Zibanejad) 12:40' Raymond (Sandin) 16:52' Raymond (Sandin) 19:32' Carlsson (Zibanejad, Johansson) 34:05' Forsberg (Pettersson, Backlund) 55:04' | Carlsson (Andersson, Zibanejad) 12:40' Raymond (Sandin) 16:52' Raymond (Sandin) 19:32' Carlsson (Zibanejad, Johansson) 34:05' Forsberg (Pettersson, Backlund) 55:04' | 1:0 2:0 3:0 3:1 4:1 4:2 5:2 | 23:04' Červenka (Nečas, Pastrňák 48:33' Špaček (Voženílek, Ticháček) | Rozhodčí: Sean MacFarlane André Schrader Čároví: Jake Davis Shane Gustafson |
| 8 min | 8 min | Tresty                      | 6 min                                                                | Rozhodčí: Sean MacFarlane André Schrader Čároví: Jake Davis Shane Gustafson |
| 33 | 33 | Střely                      | 26                                                                   | Rozhodčí: Sean MacFarlane André Schrader Čároví: Jake Davis Shane Gustafson |

| 22. května 2025 20:20 | Kanada | 1 : 2 (0:0, 0:0, 1:2) | Dánsko | Jyske Bank Boxen, Herning Návštěvnost: 10 500 |  |

| Report                           |                                  |             |                                                                    |                                                                              |
| Jordan Binnington                | Jordan Binnington                | Brankáři    | Frederik Dichow                                                    | Rozhodčí: Andris Ansons Christoffer Holm Čároví: Onni Hautamäki Daniel Hynek |
| Sanheim (Crosby, Konecny) 45:17' | Sanheim (Crosby, Konecny) 45:17' | 1:0 1:1 1:2 | 57:43' Ehlers (Lauridsen, Russell) 59:11' Olesen (Jensen, Russell) | Rozhodčí: Andris Ansons Christoffer Holm Čároví: Onni Hautamäki Daniel Hynek |
| 6 min                            | 6 min                            | Tresty      | 10 min                                                             | Rozhodčí: Andris Ansons Christoffer Holm Čároví: Onni Hautamäki Daniel Hynek |
| 40                               | 40                               | Střely      | 33                                                                 | Rozhodčí: Andris Ansons Christoffer Holm Čároví: Onni Hautamäki Daniel Hynek |

### Semifinále
| 24. května 2025 14:20 | Švédsko | 2 : 6 (0:2, 0:2, 2:2) | USA | Avicii Arena, Stockholm Návštěvnost: 12 530 |  |

| Report                                                           |                                                                  |                                 | |                                                                                   |
| Jacob Markström Samuel Ersson                                    | Jacob Markström Samuel Ersson                                    | Brankáři                        | Jeremy Swayman | Rozhodčí: Michael Campbell André Schrader Čároví: Daniel Hynek Tarrington Wyonzek |
| Nylander (Andersson, Karlsson) 46:32' Lindholm (Wennberg) 47:13' | Nylander (Andersson, Karlsson) 46:32' Lindholm (Wennberg) 47:13' | 0:1 0:2 0:3 0:4 1:4 2:4 2:5 2:6 | 06:52' Skeji (Pinto) 17:13' Gauthier, (Pinto, Smith) 31:07' Garland (Cooley, Skjei) 37:03' Eyssimont (Beniers, LaCombe) 51:09' LaCombe (Nazar) 55:33' Pinto | Rozhodčí: Michael Campbell André Schrader Čároví: Daniel Hynek Tarrington Wyonzek |
| 2 min                                                            | 2 min                                                            | Tresty                          | 4 min | Rozhodčí: Michael Campbell André Schrader Čároví: Daniel Hynek Tarrington Wyonzek |
| 29                                                               | 29                                                               | Střely                          | 28 | Rozhodčí: Michael Campbell André Schrader Čároví: Daniel Hynek Tarrington Wyonzek |

| 24. května 2025 18:20 | Švýcarsko | 7 : 0 (3:0, 1:0, 3:0) | Dánsko | Avicii Arena, Stockholm Návštěvnost: 12 530 |  |

| Report | |                             |                                |                                                                        |
| Leonardo Genoni | Leonardo Genoni | Brankáři                    | Frederik Dichow Sebastian Dahm | Rozhodčí: Christoffer Holm Jan Hribik Čároví: Nick Briganti Jake Davis |
| Niederreiter (Moser, Fiala) 09:23' Jäger (Knak, Riat) 12:47' Niederreiter (Malgin, Kukan) 17:23' Malgin (Meier) 37:38' Schmid (Bertschy, Siegenthaler) 44:48' Riat (Bertschy) 52:02' Moy (Schmid, Timo Meier) 53:26' | Niederreiter (Moser, Fiala) 09:23' Jäger (Knak, Riat) 12:47' Niederreiter (Malgin, Kukan) 17:23' Malgin (Meier) 37:38' Schmid (Bertschy, Siegenthaler) 44:48' Riat (Bertschy) 52:02' Moy (Schmid, Timo Meier) 53:26' | 1:0 2:0 3:0 4:0 5:0 6:0 7:0 |                                | Rozhodčí: Christoffer Holm Jan Hribik Čároví: Nick Briganti Jake Davis |
| 10 min | 10 min | Tresty                      | 10 min                         | Rozhodčí: Christoffer Holm Jan Hribik Čároví: Nick Briganti Jake Davis |
| 34 | 34 | Střely                      | 17                             | Rozhodčí: Christoffer Holm Jan Hribik Čároví: Nick Briganti Jake Davis |

### Zápas o 3. místo
| 25. května 2025 15:20 | Švédsko | 6 : 2 (0:0, 3:0, 3:2) | Dánsko | Avicii Arena, Stockholm Návštěvnost: 12 530 |  |

| Report | |                                 |                                                                  |                                                                            |
| Samuel Ersson | Samuel Ersson | Brankáři                        | Frederik Dichow                                                  | Rozhodčí: Andris Ansons Sean Mcfarlane Čároví: Jake Davis Shane Gustaffson |
| Backlund (Larsson, Lindholm) 25:16' Backlund (Heineman, Lindholm) 29:50' Johansson (Sandin, Carlsson) 37:09' Raymond 42:55' Johansson (Backlund, Zibanejad) 48:25' Zibanejad (Carlsson, Gustafsson) 55:03' | Backlund (Larsson, Lindholm) 25:16' Backlund (Heineman, Lindholm) 29:50' Johansson (Sandin, Carlsson) 37:09' Raymond 42:55' Johansson (Backlund, Zibanejad) 48:25' Zibanejad (Carlsson, Gustafsson) 55:03' | 1:0 2:0 3:0 4:0 4:1 4:2 5:2 6:2 | 43:15' Olesen (Aagaard, Bruggisser) 46:02' Ehlers (Olesen, True) | Rozhodčí: Andris Ansons Sean Mcfarlane Čároví: Jake Davis Shane Gustaffson |
| 4 min | 4 min | Tresty                          | 4 min                                                            | Rozhodčí: Andris Ansons Sean Mcfarlane Čároví: Jake Davis Shane Gustaffson |
| 37 | 37 | Střely                          | 18                                                               | Rozhodčí: Andris Ansons Sean Mcfarlane Čároví: Jake Davis Shane Gustaffson |

### Finále
| 25. května 2025 20:20 | Švýcarsko | 0 : 1 PP (0:0, 0:0, 0:0 – 0:1) | USA | Avicii Arena, Stockholm Návštěvnost: 12 530 |  |

| Report          |                 |          |                                 |                                                                                   |
| Leonardo Genoni | Leonardo Genoni | Brankáři | Jeremy Swayman                  | Rozhodčí: Michael Campbell Mikael Holm Čároví: Albert Ankerstjerne Onni Hautamäki |
|                 |                 | 0:1      | 62:02' Thompson (Cooley, Skeji) | Rozhodčí: Michael Campbell Mikael Holm Čároví: Albert Ankerstjerne Onni Hautamäki |
| 4 min           | 4 min           | Tresty   | 4 min                           | Rozhodčí: Michael Campbell Mikael Holm Čároví: Albert Ankerstjerne Onni Hautamäki |
| 25              | 25              | Střely   | 40                              | Rozhodčí: Michael Campbell Mikael Holm Čároví: Albert Ankerstjerne Onni Hautamäki |

## Konečné pořadí
| Poř.             | Tým        | Z  | V | VP | PP | P | GV | GI | +/− | B  | Soupiska | Konečný výsledek                                  |
| ---------------- | ---------- | -- | - | -- | -- | - | -- | -- | --- | -- | -------- | ------------------------------------------------- |
| Zlatá medaile    | USA        | 10 | 7 | 2  | 0  | 1 | 46 | 18 | +28 | 25 | Soupiska | Šampioni                                          |
| Stříbrná medaile | Švýcarsko  | 10 | 8 | 0  | 2  | 0 | 47 | 10 | +37 | 26 | Soupiska | Finalisté                                         |
| Bronzová medaile | Švédsko    | 10 | 8 | 0  | 0  | 2 | 41 | 18 | +23 | 24 | Soupiska | Třetí místo                                       |
| 4.               | Dánsko     | 10 | 4 | 1  | 0  | 5 | 29 | 38 | −9  | 14 | Soupiska | Čtvrté místo                                      |
|                  |            |    |   |    |    |   |    |    |     |    |          |                                                   |
| 5.               | Kanada     | 8  | 6 | 0  | 1  | 1 | 35 | 9  | +26 | 19 | Soupiska | Vyřazeni ve čtvrtfinále                           |
| 6.               | Česko      | 8  | 5 | 1  | 0  | 2 | 37 | 19 | +18 | 17 | Soupiska | Vyřazeni ve čtvrtfinále                           |
| 7.               | Finsko     | 8  | 4 | 2  | 0  | 1 | 22 | 10 | +12 | 16 | Soupiska | Vyřazeni ve čtvrtfinále                           |
| 8.               | Rakousko   | 8  | 2 | 2  | 0  | 4 | 21 | 24 | −3  | 10 | Soupiska | Vyřazeni ve čtvrtfinále                           |
|                  |            |    |   |    |    |   |    |    |     |    |          |                                                   |
| 9.               | Německo    | 7  | 3 | 0  | 1  | 3 | 20 | 22 | −2  | 10 | Soupiska | Vyřazeni ve skupinách                             |
| 10.              | Lotyšsko   | 7  | 3 | 0  | 0  | 4 | 17 | 25 | −8  | 9  | Soupiska | Vyřazeni ve skupinách                             |
| 11.              | Slovensko  | 7  | 2 | 0  | 1  | 4 | 9  | 24 | −15 | 7  | Soupiska | Vyřazeni ve skupinách                             |
| 12.              | Norsko     | 7  | 1 | 0  | 1  | 5 | 13 | 24 | −11 | 4  | Soupiska | Vyřazeni ve skupinách                             |
| 13.              | Slovinsko  | 7  | 1 | 0  | 1  | 5 | 9  | 29 | −20 | 4  | Soupiska | Vyřazeni ve skupinách                             |
| 14.              | Maďarsko   | 7  | 1 | 0  | 0  | 6 | 8  | 39 | −31 | 3  | Soupiska | Vyřazeni ve skupinách                             |
|                  |            |    |   |    |    |   |    |    |     |    |          |                                                   |
| 15.              | Kazachstán | 7  | 1 | 0  | 0  | 6 | 9  | 32 | −23 | 3  | Soupiska | Mistrovství světa v ledním hokeji 2026 (Divize I) |
| 16.              | Francie    | 7  | 0 | 0  | 1  | 6 | 8  | 27 | −19 | 1  | Soupiska | Mistrovství světa v ledním hokeji 2026 (Divize I) |

| Sestupují do 1. divize pro rok 2026: Kazachstán a Francie                      |
| Postupují z 1. divize do turnaje MS Elit pro rok 2026: Velká Británie a Itálie |

## Ocenění
Jednotlivá ocenění byla oznámena poslední den šampionátu, 25. května 2025.

### Individuální ocenění
| Pozice  | Hráč            |
| ------- | --------------- |
| Brankář | Leonardo Genoni |
| Obránce | Zach Werenski   |
| Útočník | David Pastrňák  |

### All-star tým médií
| Pozice  | Hráč            |
| ------- | --------------- |
| Brankář | Leonardo Genoni |
| Obránce | Zach Werenski   |
| Obránce | Dean Kukan      |
| Útočník | Kevin Fiala     |
| Útočník | David Pastrňák  |
| Útočník | Elias Lindholm  |
| MVP     | Leonardo Genoni |